# Festival international des cinémas d'Asie de Vesoul 2022
Le Festival international des cinémas d'Asie de Vesoul 2022, 28e édition du festival, se déroule du 1er février au 8 février 2022.

## Déroulement et faits marquants
Le 1er février 2022, lors de la cérémonie d'ouverture, le Cyclo d'or d'honneur est remis à l'actrice iranienne Leila Hatami et au réalisateur japonais Kōji Fukada.

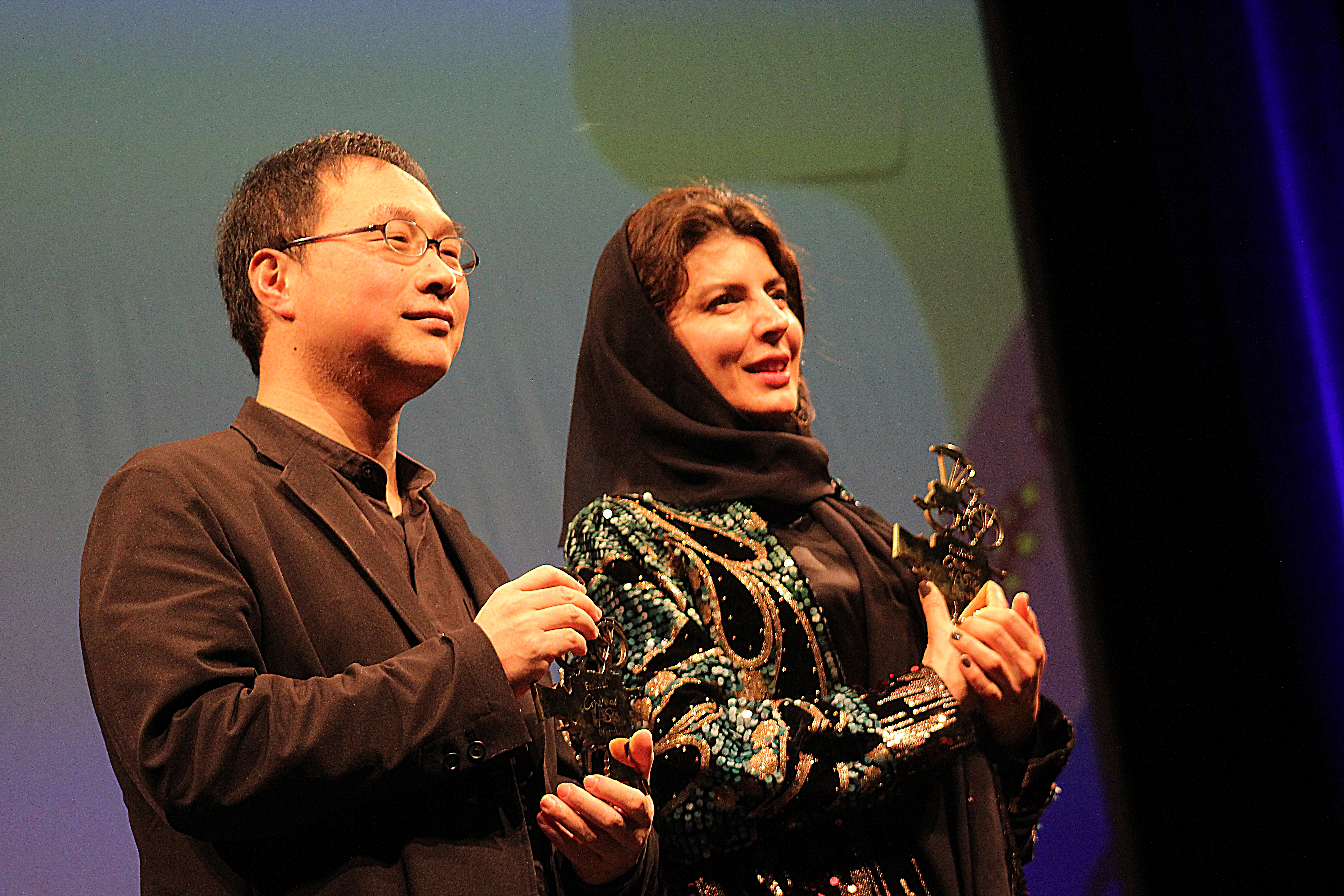
Koji FUKADA et Leila HATAMI, Cyclos d'Or d'Honneur

Le 8 février 2022, le palmarès est dévoilé : le Cyclo d'or est remporté par le film chinois Yanagawa de Zhang Lu, le grand prix du jury est décerné au film japonais Along the Sea de Fujimoto Akio et le prix du jury est remis au film coréen Aloners de Hong Sung-eun.

## Les jurys

### Jury International
- Leila Hatami (présidente du jury), actrice
- Suha Arraf, productrice et réalisatrice

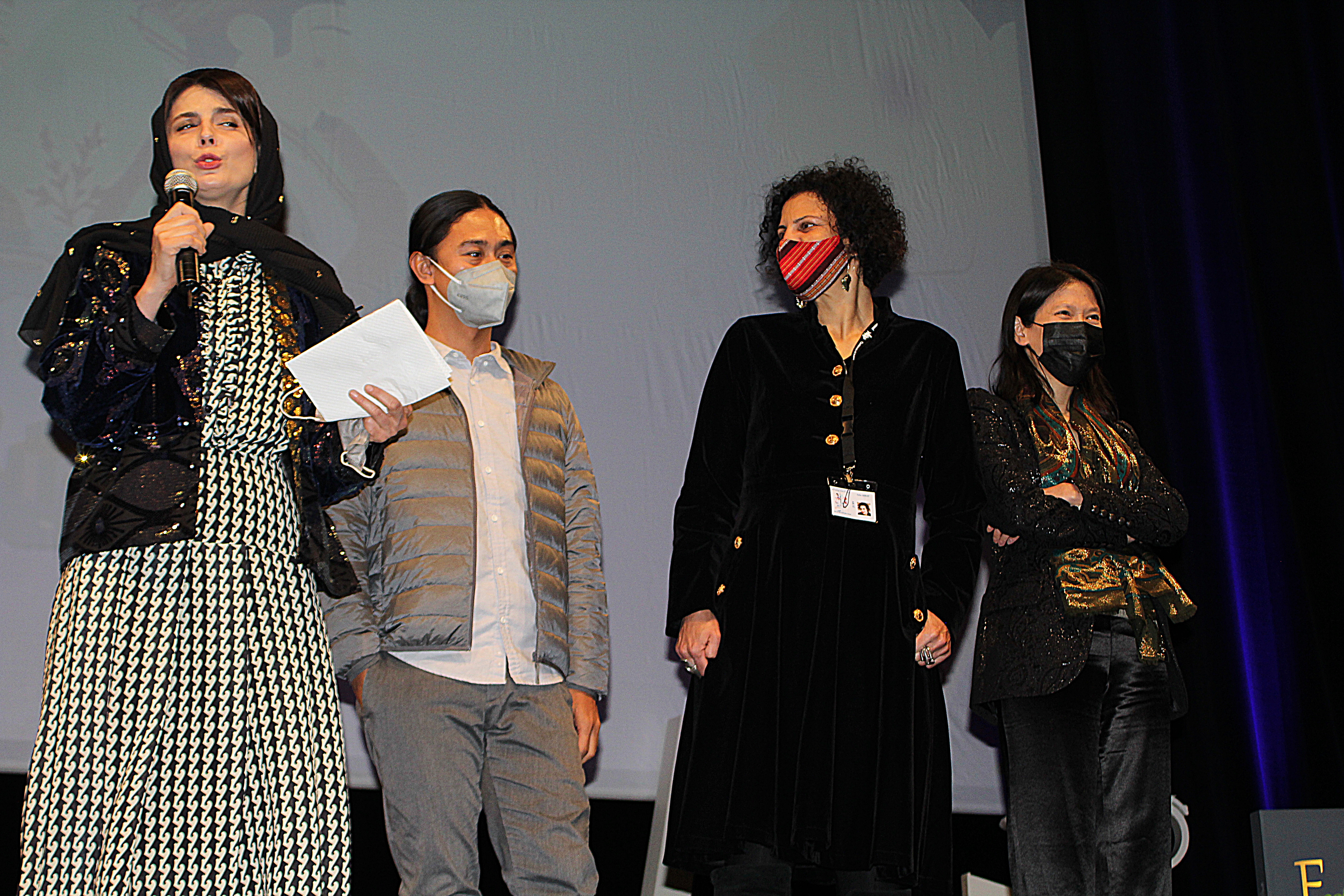
Jury International:Leila HATAMI (Présidente), Zig DULAY, Suha ARRAF et Bich QUAN TRAN

- Zig Dulay, réalisateur
- Bich Quan Tran

### Jury NETPAC
- Abdur Rahim Qazi (président du jury), compositeur

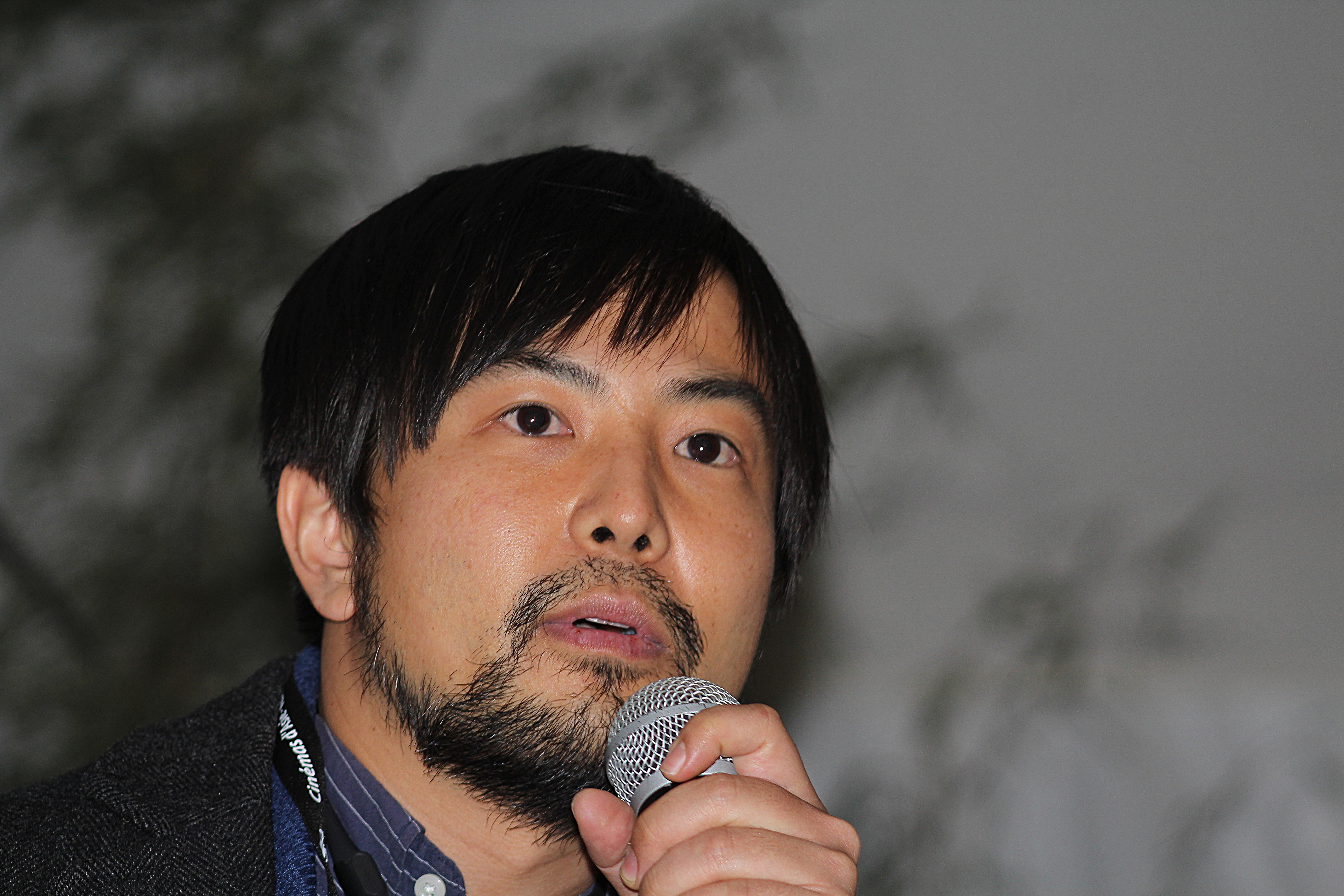
Kazutaka WATANABE

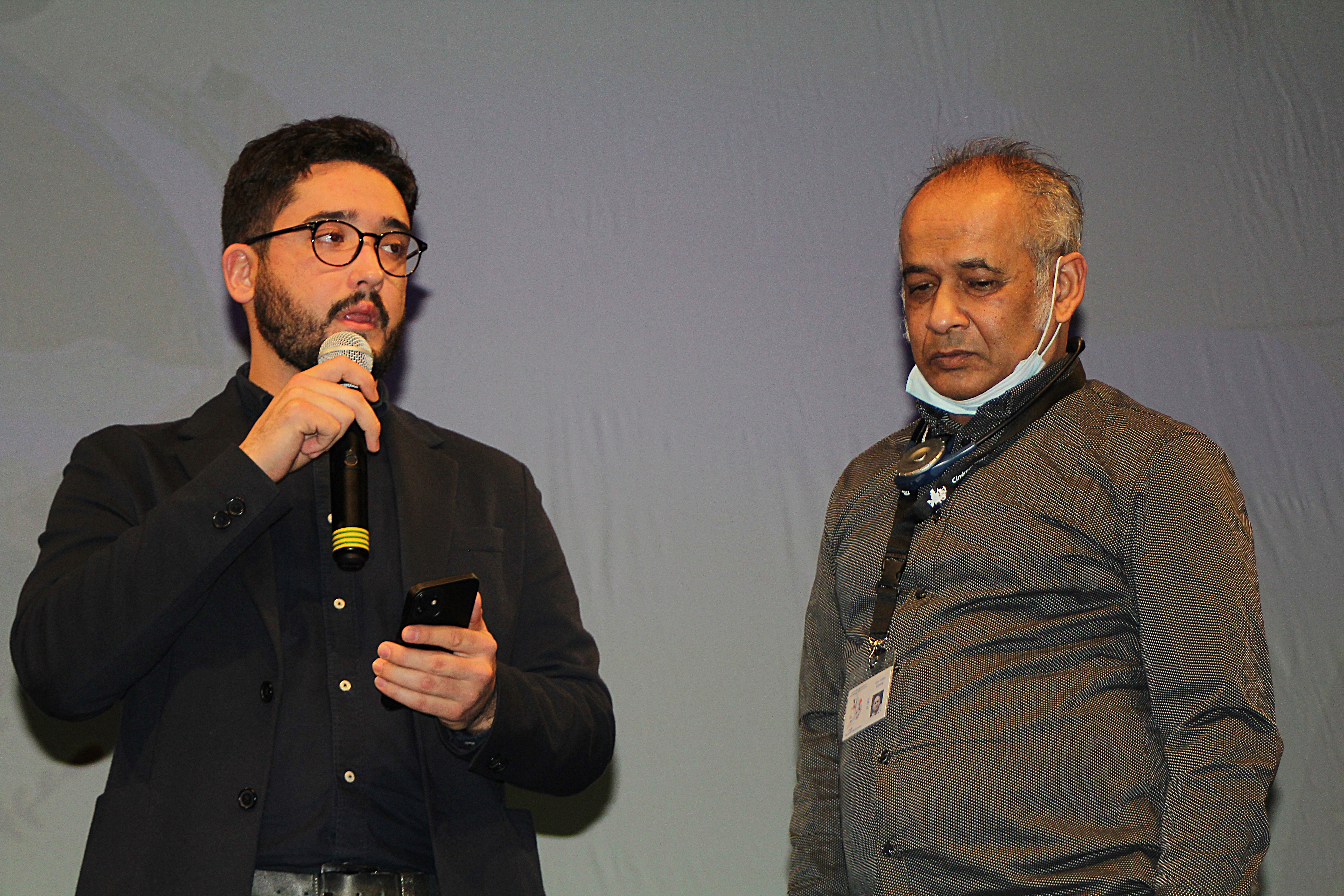
Jury NETPAC: Azizbek MANNOPOV et Abdur Rahim QAZI (Président)

- Watanabe Kazutaka, producteur
- Azizbek Mannopov, producteur

### Jury Marc HAAZ
- Kavich Neang (président du jury), réalisateur

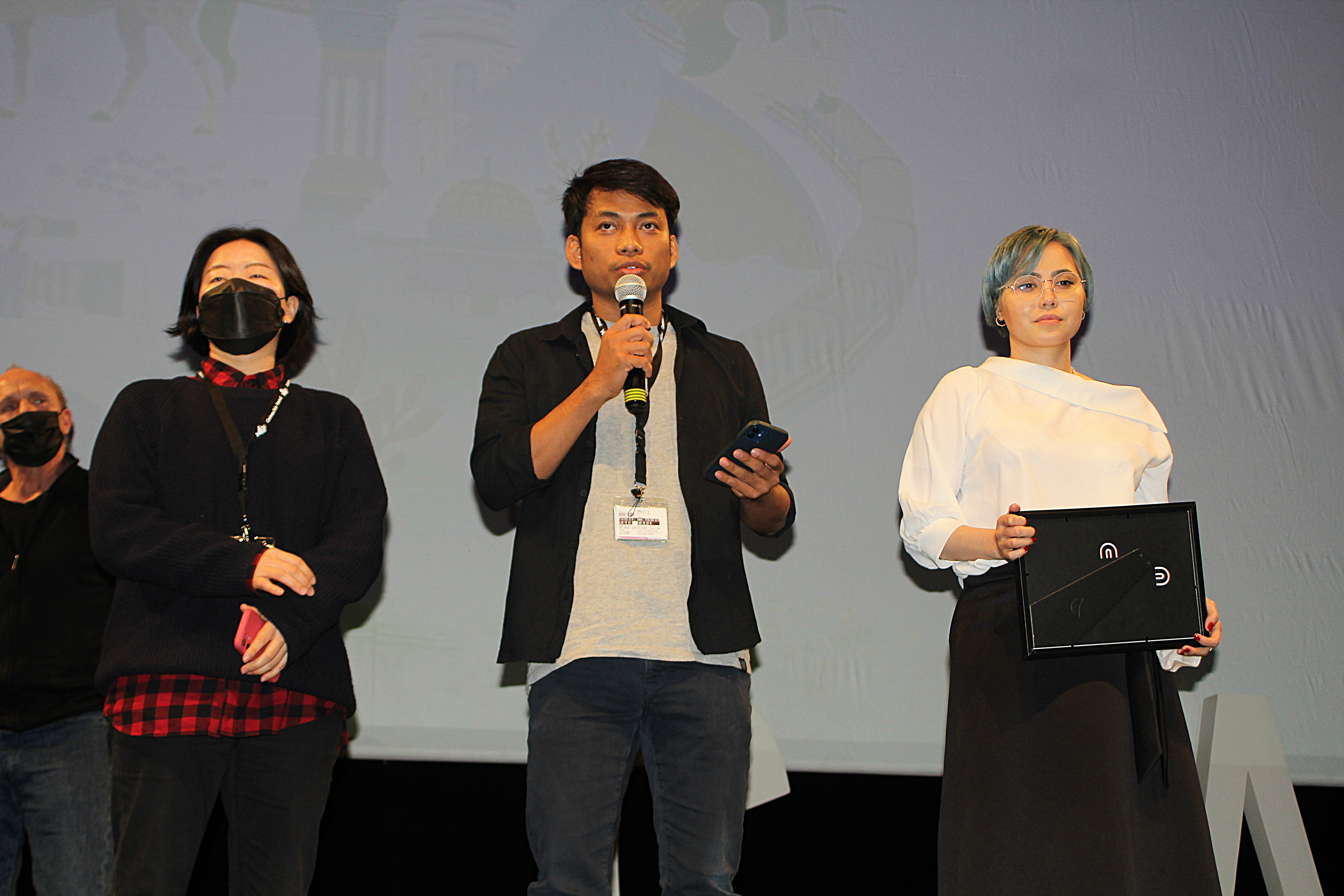
Jury Marc Haaz: Jung Wonhee, Kavich Neang (Président) et Soraya Akhlaqi

- Soraya Akhlaqi, réalisatrice
- Jung Wonhee, réalisatrice

### Jury de la Critique
- Houda Ibrahim (présidente du jury)

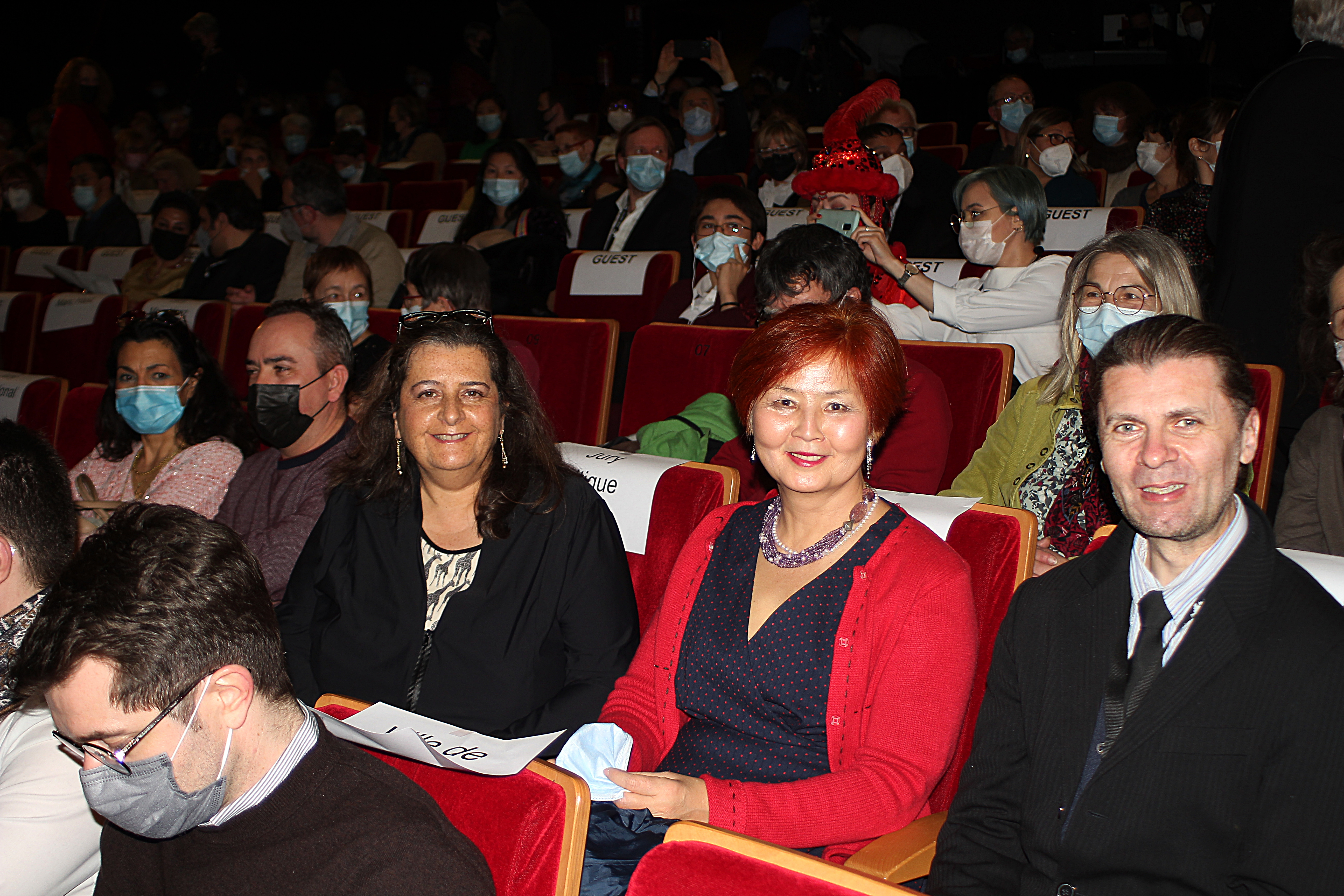
Jury de la Critique: Houda Ibrahim (Présidente), Ogoulbibi Marias Amanniyazova et Christophe Maulavé

- Ogoulbibi Marias Amanniyazova
- Christophe MaulavéJury de la Critique: Houda Ibrahim (Présidente), Ogoulbibi Marias Amanniyazova et Christophe Maulavé

### Jury INALCO
- Jean Michel Butel (président du jury)

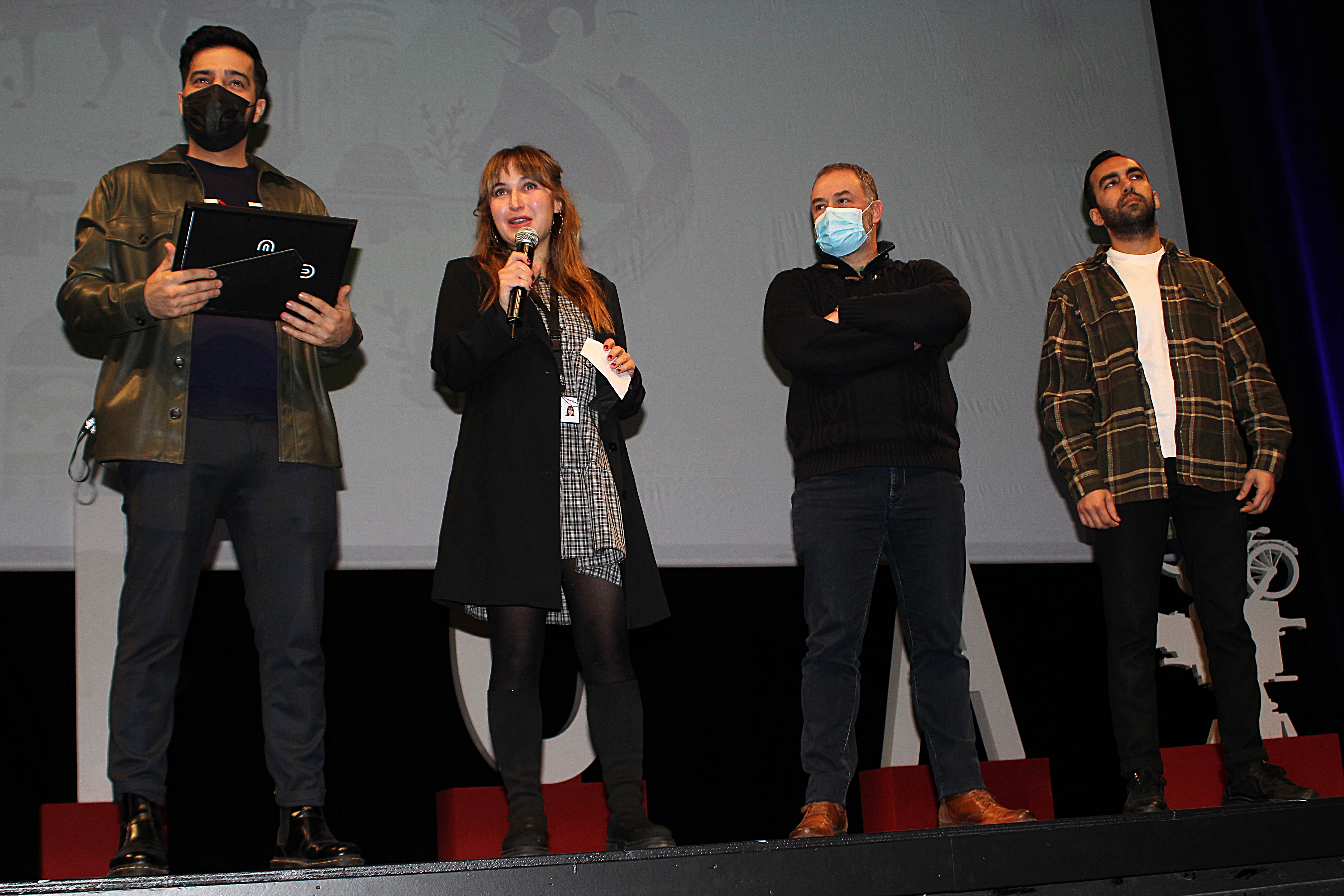
Jury INALCO: Tajamul Faqiri - Choisy, Mathilde Pelletier, Jean Michel Butel (Président) et Babak Inanlu

- Tajamul Faqiri - Choisy
- Mathilde Pelletier
- Babak Inanlu

## Sélection

### En compétition
Films de fiction :
- No Land's Man de Mostofa Sarwar Farooki  Bangladesh
- The Coffin Painter de Da Fei  Chine
- Yanagawa de Zhang Lu  Chine
- Aloners de Hong Sung-eun  Corée du Sud
- No Choice de Reza Dormishian  Iran
- Along the Sea de Fujimoto Akio  Japon
- 2000 Songs of Farida de Yolkin Tuychiev  Ouzbékistan
- Gensan Punch de Brillante Mendoza  Philippines
- The Falls de Chung Mong-hong  Taïwan

### Avant-premières
- Hit the Road de Panah Panahi  Iran
- La Famille Asada de Ryōta Nakano  Japon
- Between Two Dawns de Selman Nacar  Turquie

### Histoire en toile de fond
- The Orphanage de Shahrbanoo Sadat  Afghanistan
- L'important c'est de rester vivant de Roshane Saidnattar  Cambodge
- Au-delà des montagnes de Jia Zhangke  Chine
- Shadow Days de Zhao Dayong  Corée du Sud
- So Long, My Son de Wang Xiaoshuai  Chine
- Entre deux rives de Kim Ki-duk  Corée du Sud
- Jiseul de O Muel  Corée du Sud
- La Terre éphémère de George Ovashvili  Géorgie
- La Quatrième Voie de Gurvinder Singh  Inde
- Le Printemps de Téhéran : L'Histoire d'une révolution 2.0 de Ali Samadi Ahadi  Iran
- Le Dossier Mona Lina de Eran Riklis  Israël
- Né à Jérusalem (et toujours vivant) de Yossi Atia et David Ofek  Israël
- Fukushima, le couvercle du soleil de Futoshi Sato  Japon
- L'Enfant du Désert (Theeb) de Naji Abu Nowar  Jordanie
- L'Insulte de Ziad Doueiri  Liban
- La Belle Promise de Suha Arraf  Palestine
- Taklub de Brillante Mendoza  Philippines
- Hôtel Singapura de Eric Khoo  Singapour

### Hommage àKōji Fukada

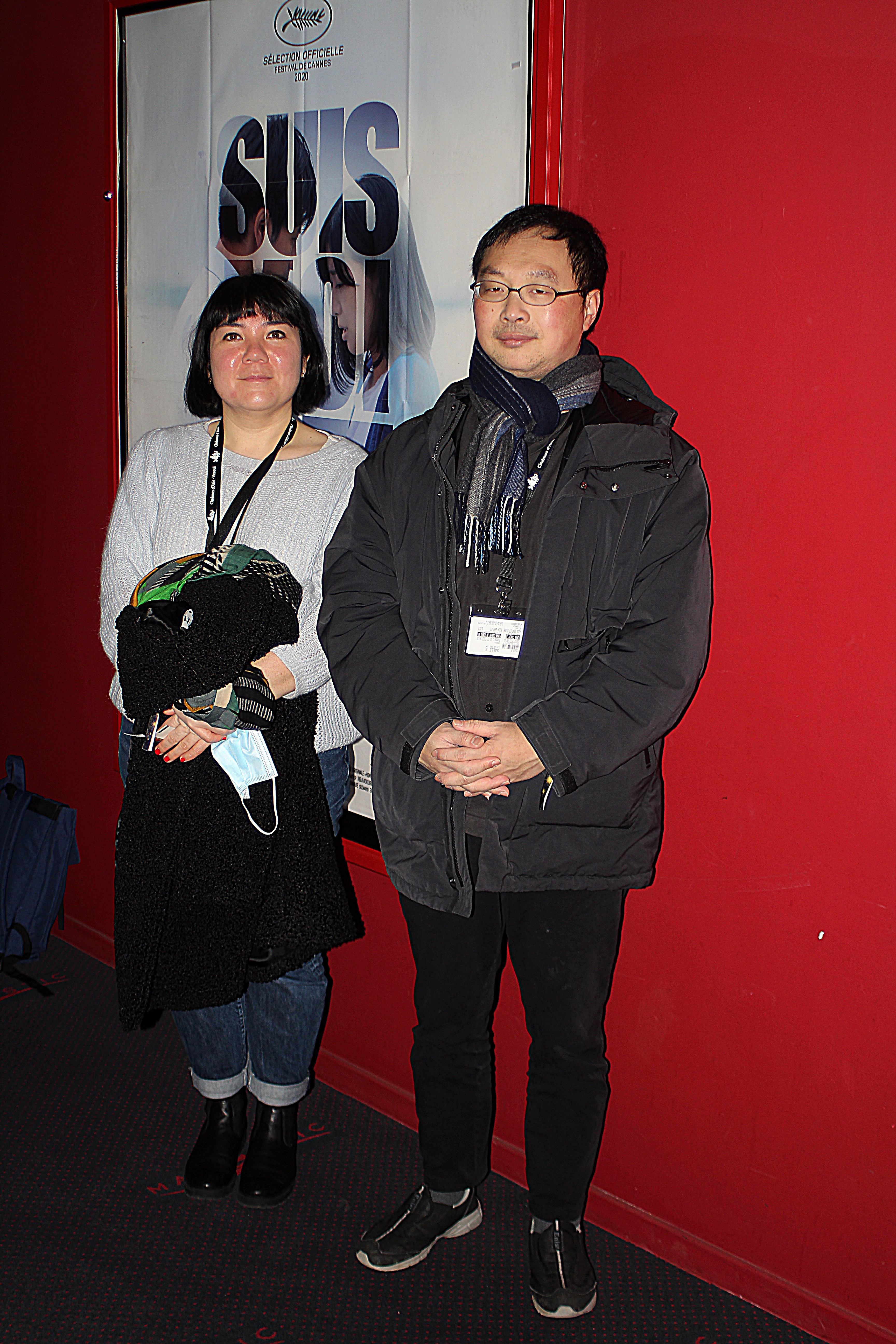
Koji Fukada et Léa Le Dimna

- La Chaise
- La Grenadière
- La Comédie humaine de Tokyo
- Hospitalité
- Au revoir l'été
- Sayonara
- Harmonium
- Inabe (court-métrage)
- Birds (court-métrage)
- East of Jefferson (court-métrage)
- Le Soupir des vagues
- L'Infirmière
- Suis-moi, je te fuis
- Fuis-moi, je te suis

### Hommage àXie Fei
- Our Farmland
- La Jeune Fille Xiao Xiao
- Neige noire
- Les Femmes du lac des âmes parfumées
- Un conte mongol
- Chanson du Tibet

### Regard sur les cinémas des routes de la Soie
- Osama de Siddiq Barmak  Afghanistan
- Syngué sabour. Pierre de patience de Atiq Rahimi  Afghanistan
- Wolf and Sheep de Shahrbanoo Sadat  Afghanistan
- Kandahar de Mohsen Makhmalbaf  Iran
- La Vie sur l'eau de Mohammad Rasoulof  Iran
- Trois Visages de Jafar Panahi  Iran
- Mongol de Sergueï Bodrov  Kazakhstan
- L'Étudiant de Darezhan Omirbaev  Kazakhstan
- L'Ange blessé de Émir Bayğazin  Kazakhstan
- Les Voleurs de chevaux de Yerlan Nurmukhambetov et Lisa Takeba  Kazakhstan
- Incline-toi devant le feu de Tolomouch Okeev  Kirghizistan
- Chants des mers du sud de Marat Sarulu  Kirghizistan
- Tachkent, ville du pain de Shuhrat Abbosov  Ouzbékistan
- Les Amoureux de Elior Ichmoukhamedov  Ouzbékistan
- Je me souviens de toi de Ali Khamraev  Ouzbékistan
- Pour aller au ciel, il faut mourir de Jamshed Usmonov  Tadjikistan
- Gérard Depardieu : mon rêve ouzbek de Arnaud Frilley  Ouzbékistan

## Palmarès
- Cyclo d'or : Yanagawa de Zhang Lu
- Grand prix du jury : Along the Sea de Fujimoto Akio
- Prix du jury : Aloners de Hong Sung-eun
- Mentions spéciales : The Falls de Chung Mong-hong, Gensan Punch de Brillante Mendoza et 2000 Songs of Farida de Yolkin Tuychiev
- Prix du jury Netpac  : Aloners de Hong Sung-eun
- Prix de la critique : Along the Sea de Fujimoto Akio
- Prix Inalco  : Along the Sea de Fujimoto Akio
- Coup de cœur Inalco  : The Coffin Painter de Da Fei
- Prix du public du film de fiction  (ex æquo) : No Choice de Reza Dormishian et No Land's Man de Mostofa Sarwar Farooki
- Prix du jury lycéen  : The Falls de Chung Mong-hong
- Cyclo d'or d'honneur : Leila Hatami et Kōji Fukada

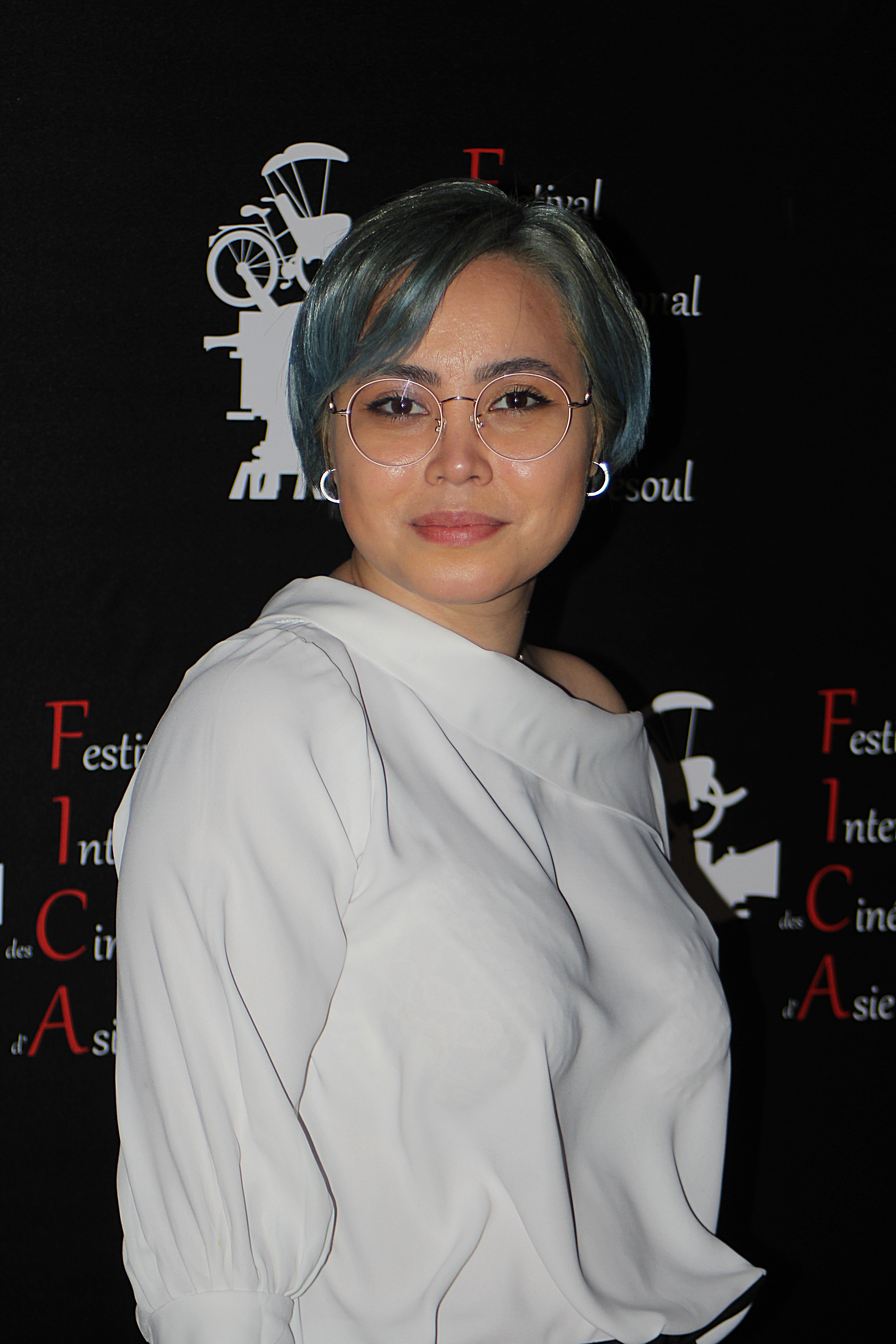
Soraya Akhlaqi
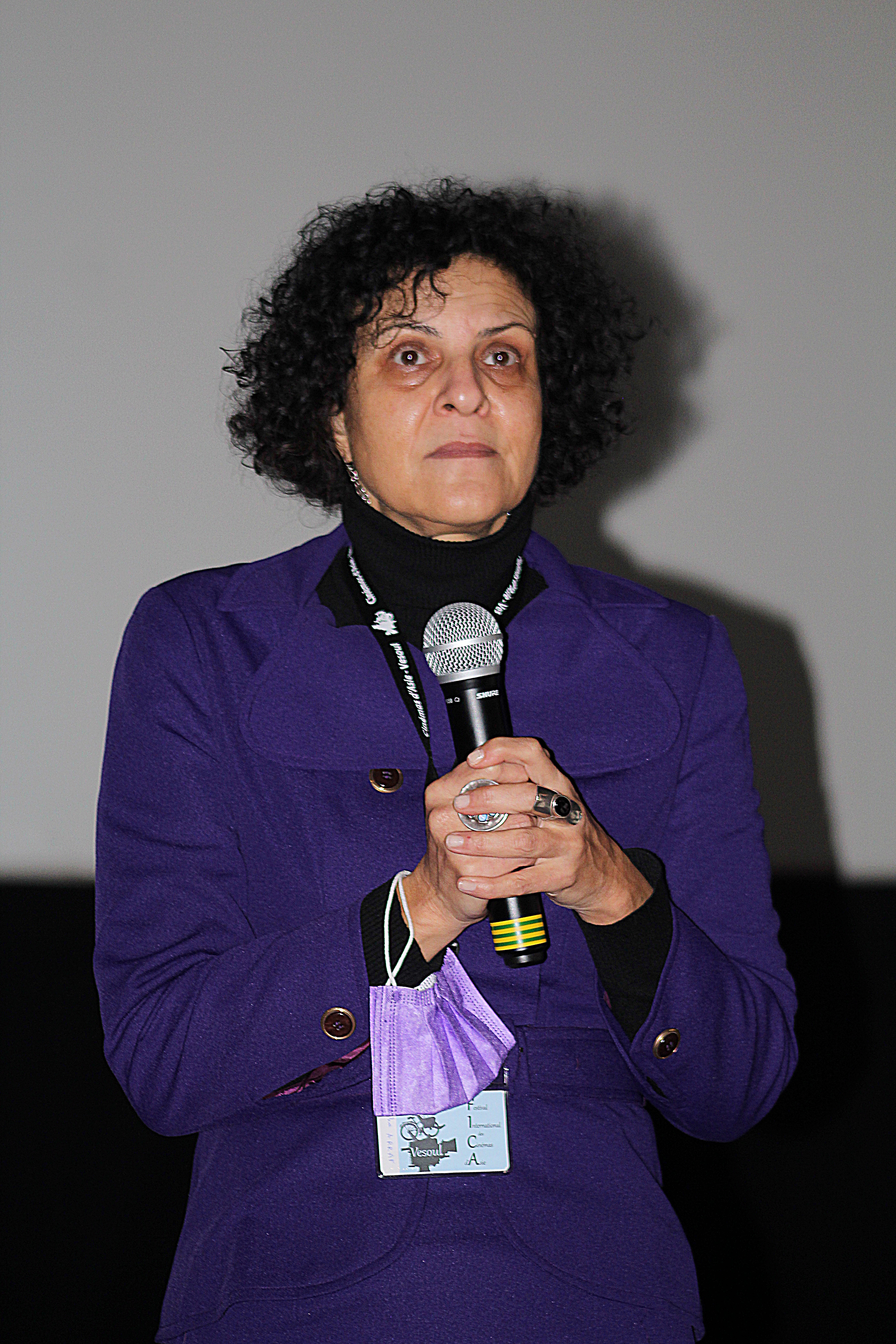
Suha Arraf
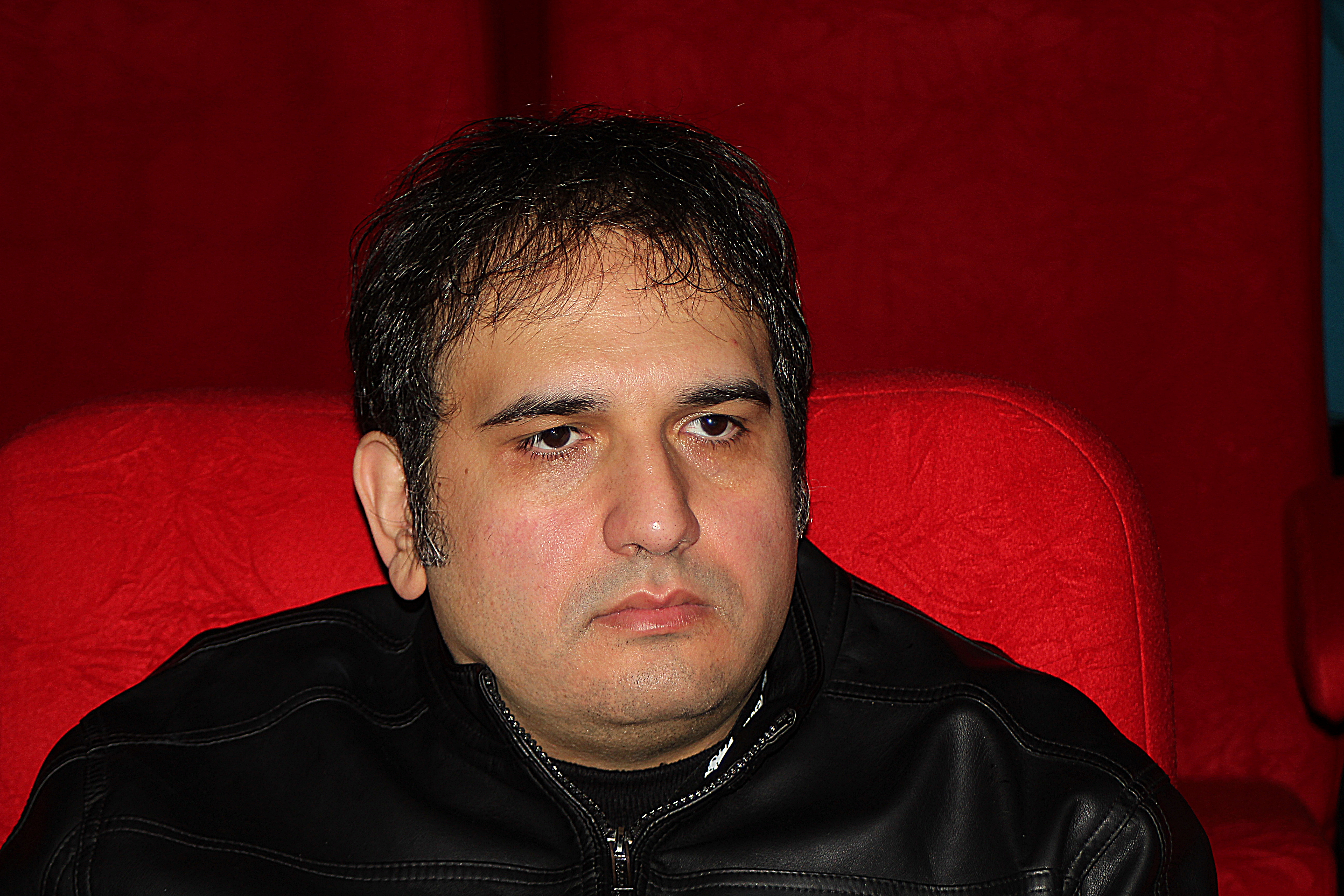
Reza Dormishian
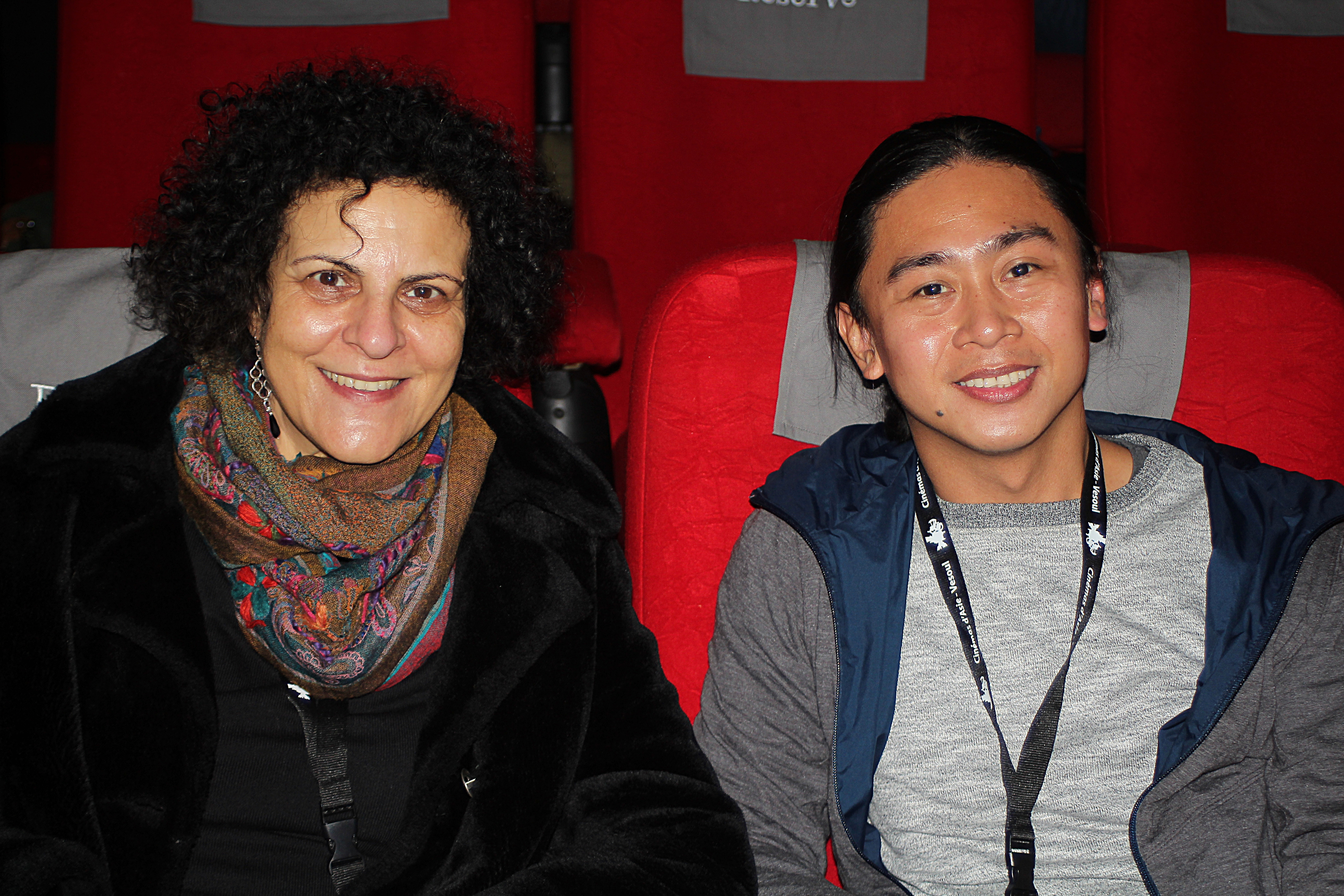
Suha Arraf et Zig Dulay
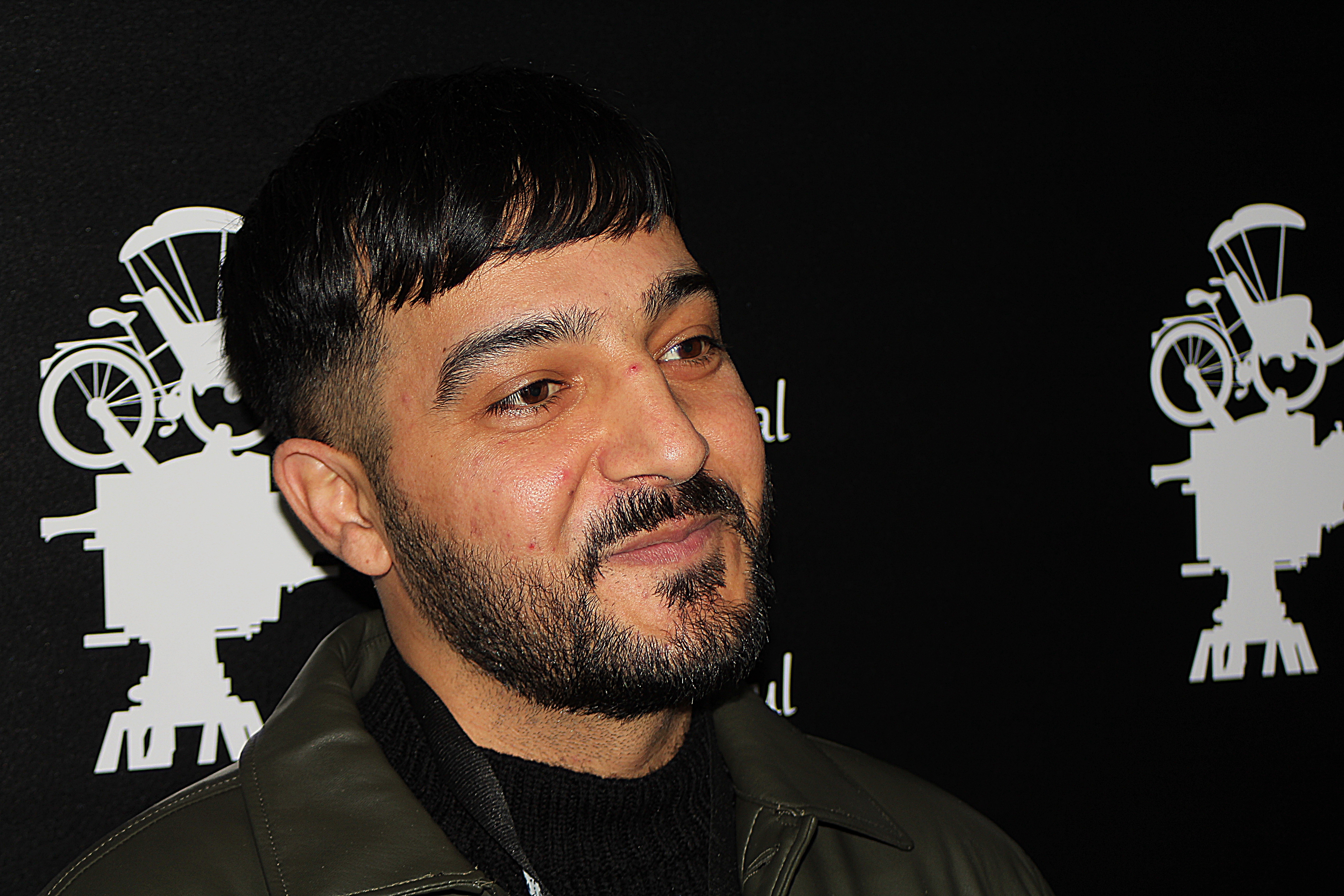
Tajamul Faqiri - Choisy
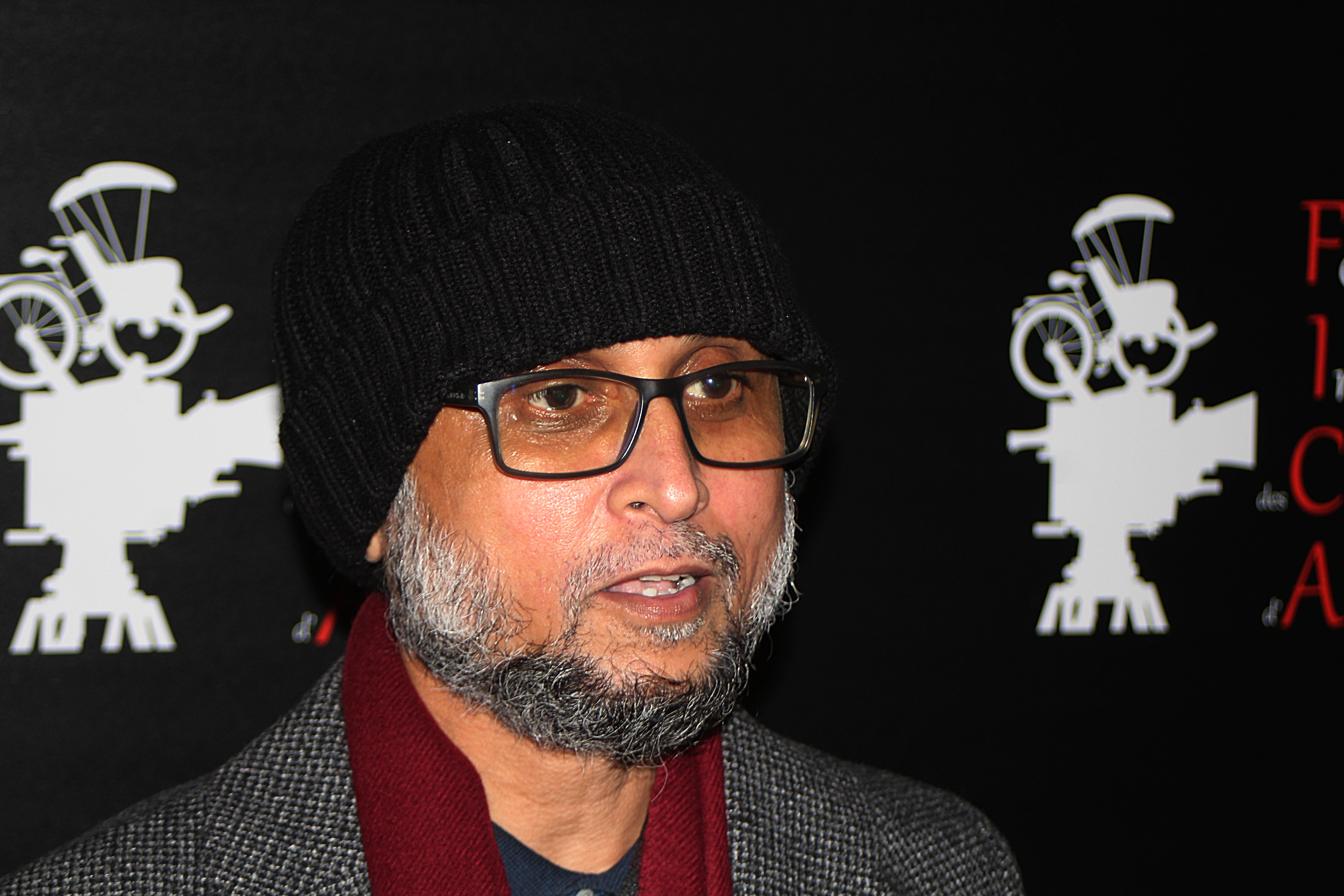
Mostofa Sarwar Farooki
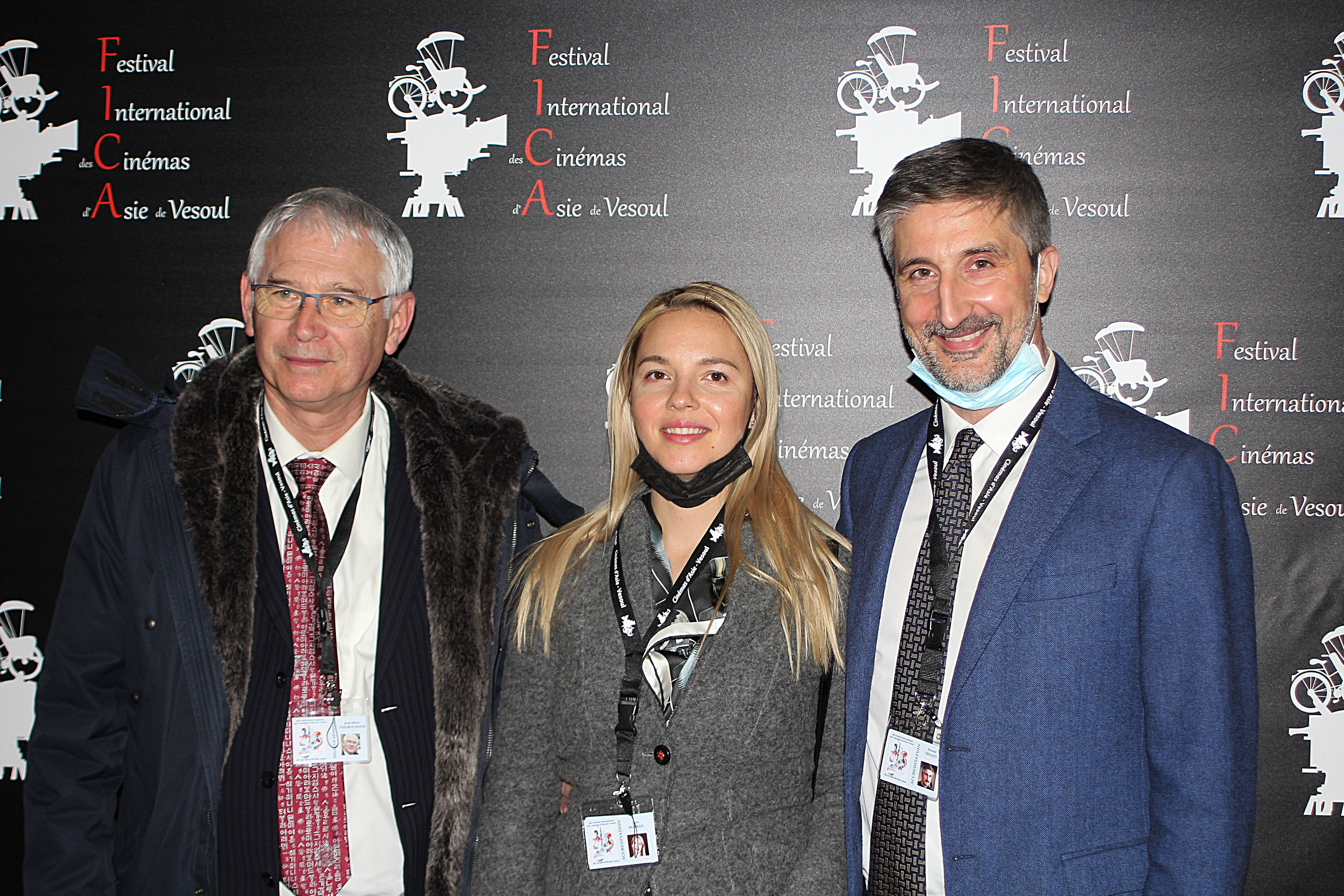
Jean Marc Therouanne et Arnaud Friley
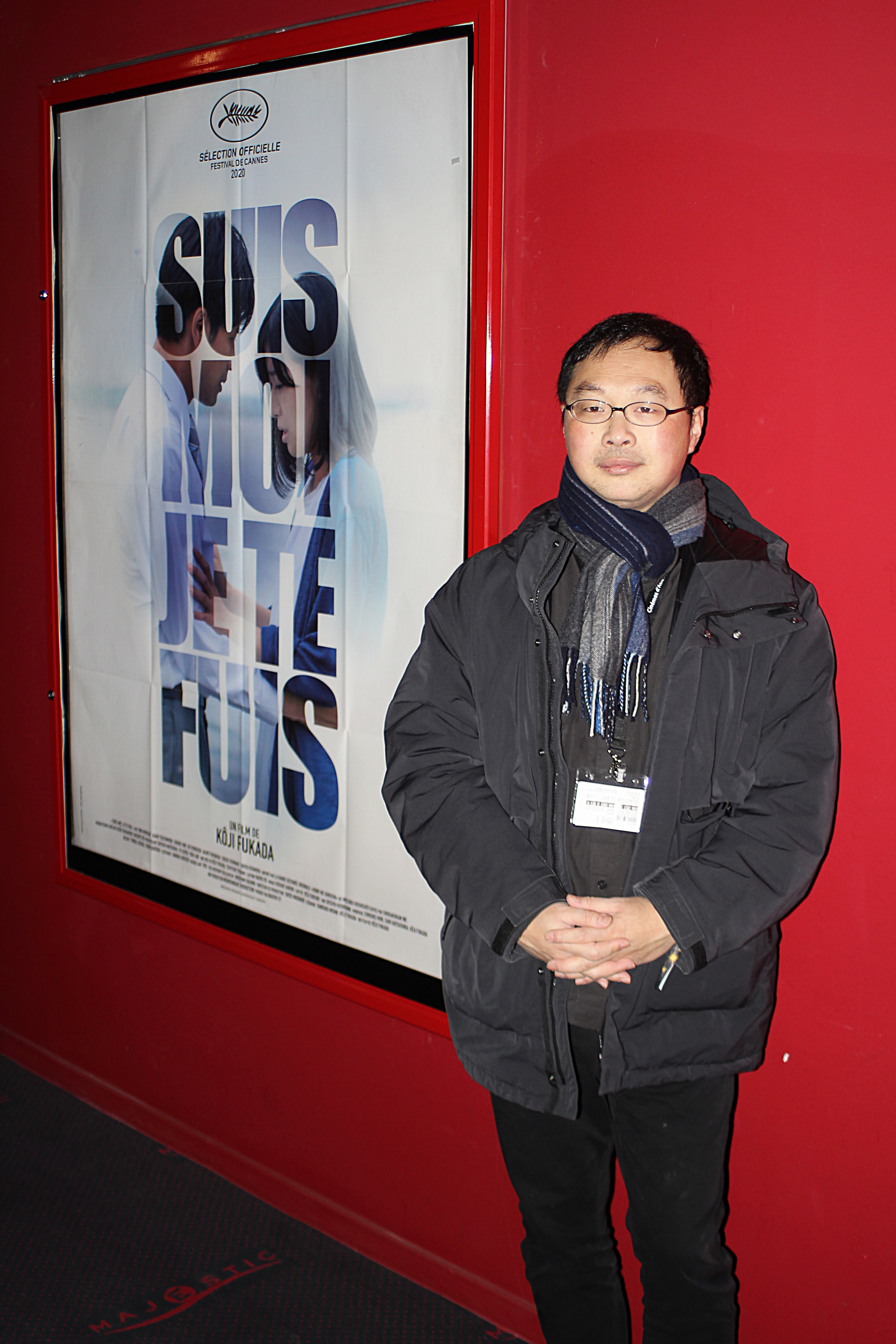
Koji Fukada
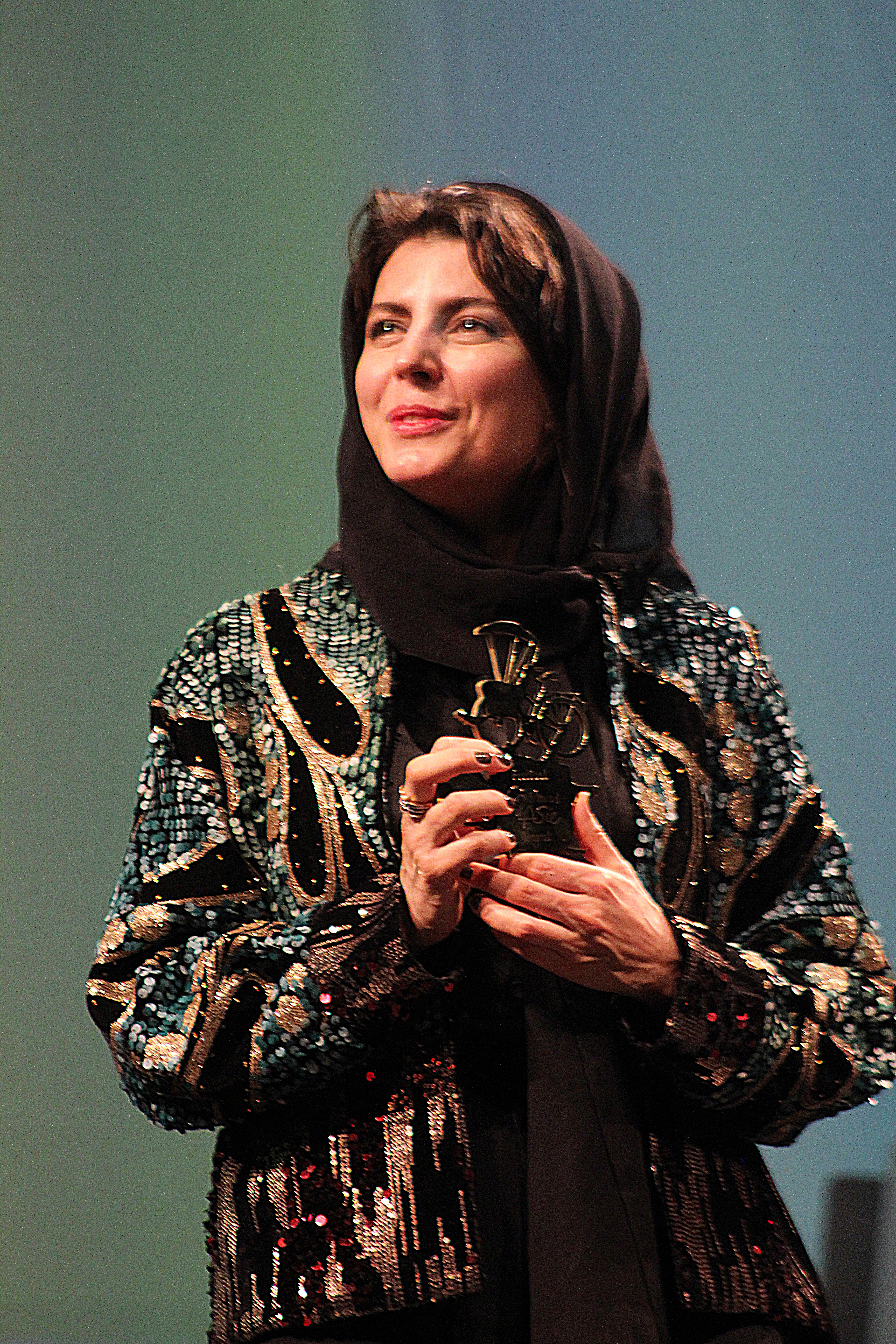
Leila Hatami
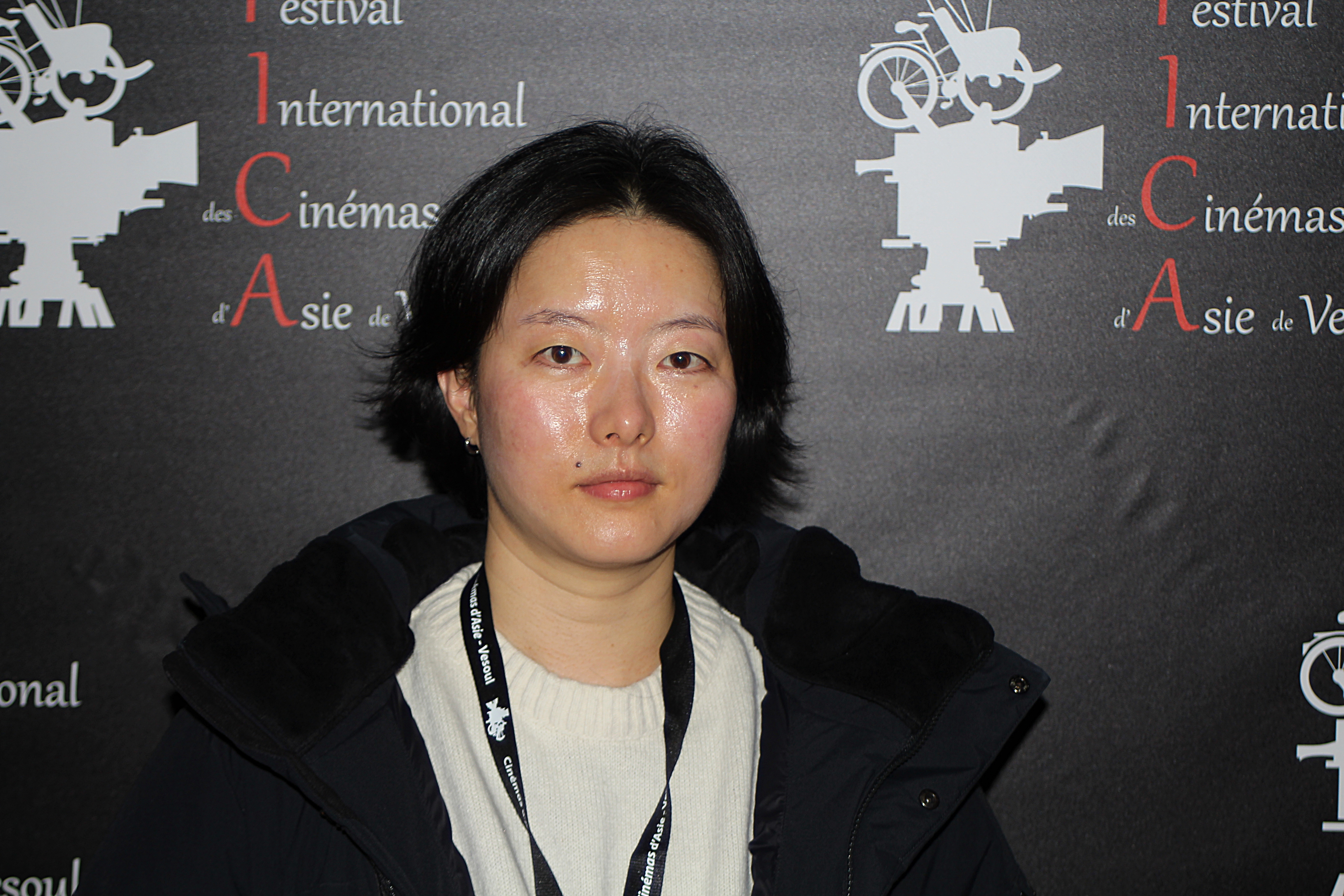
Jung Wonhee
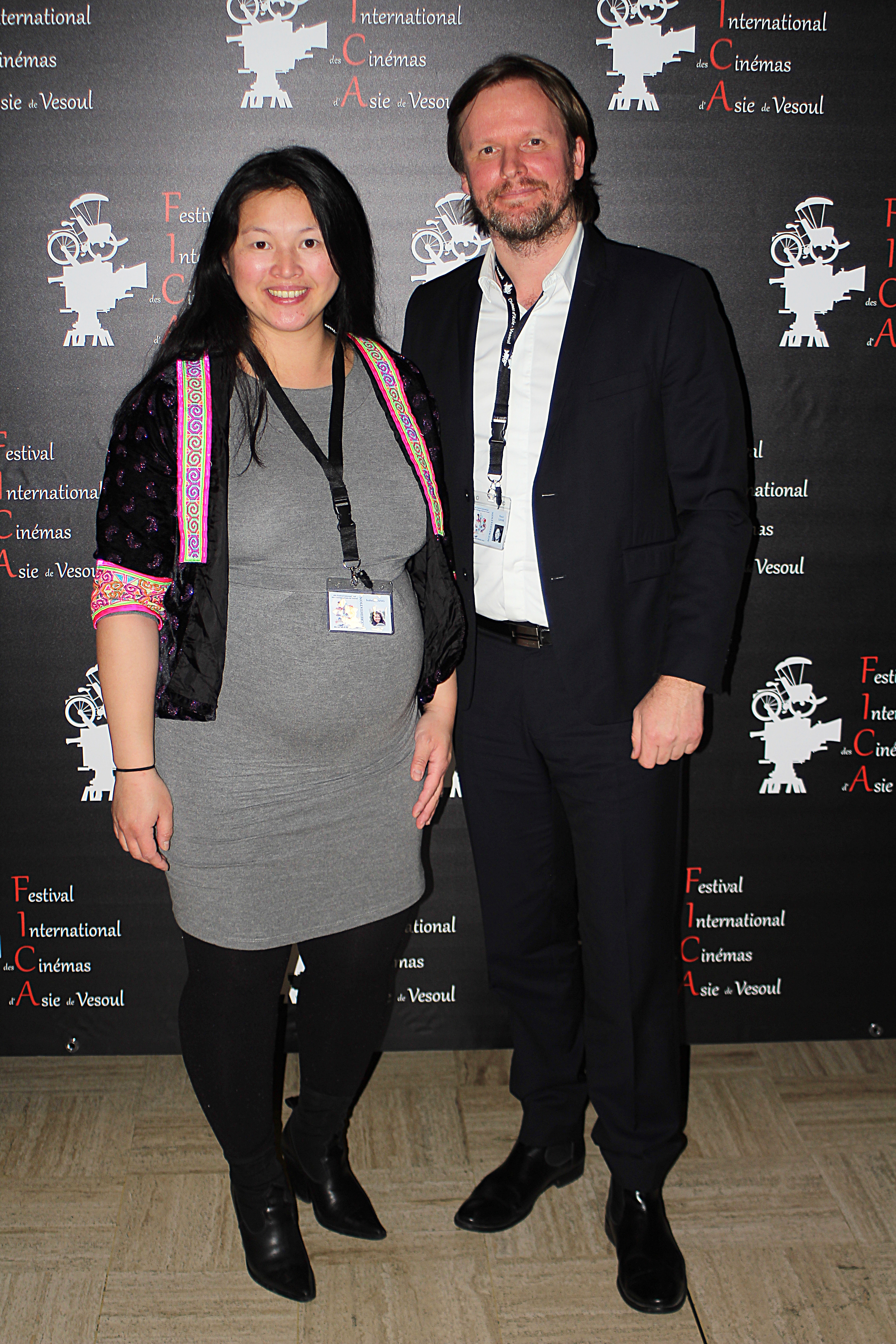
Isabelle Vang et Pawel Lisiak
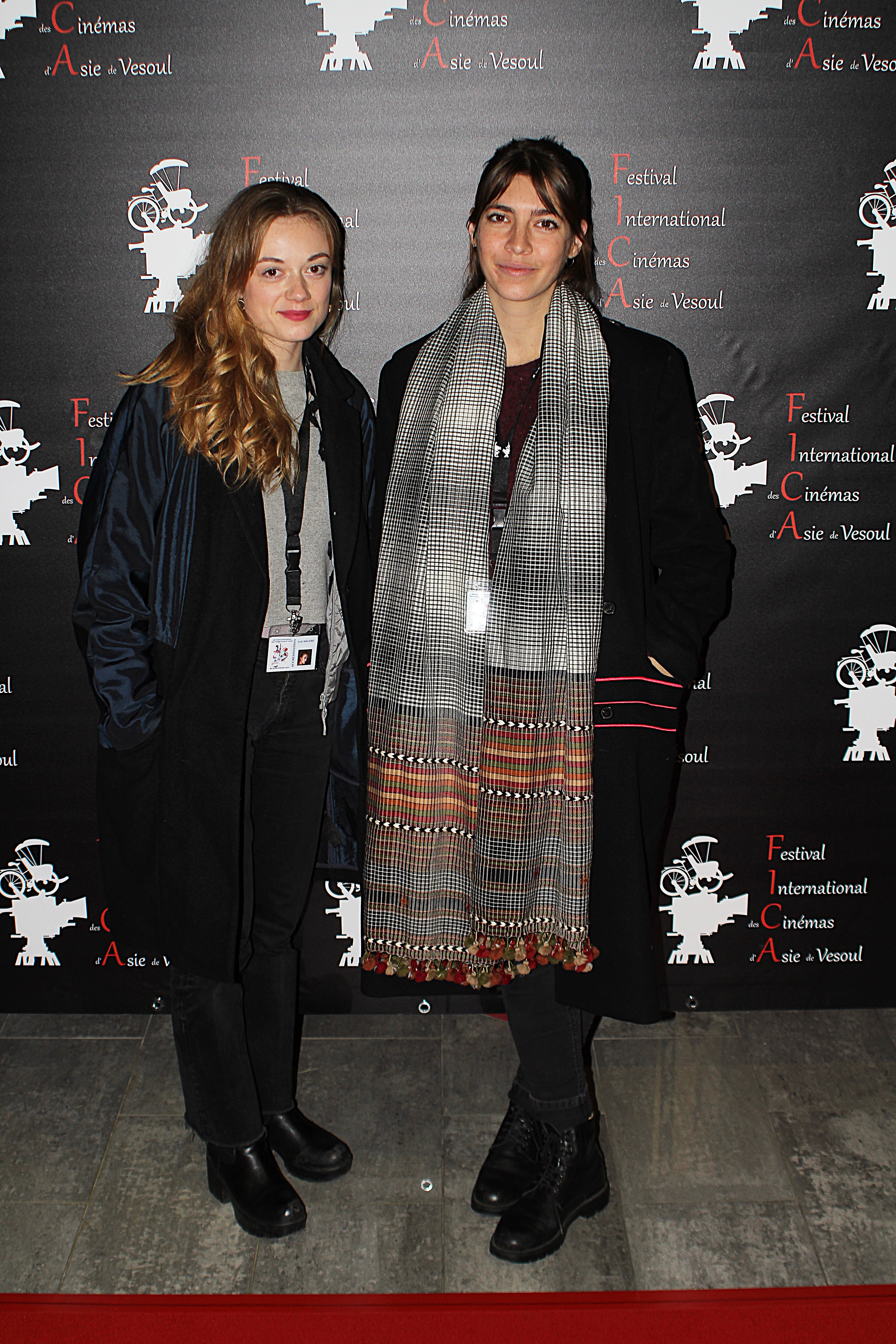
Leila Macaire et Angèle de Lorme
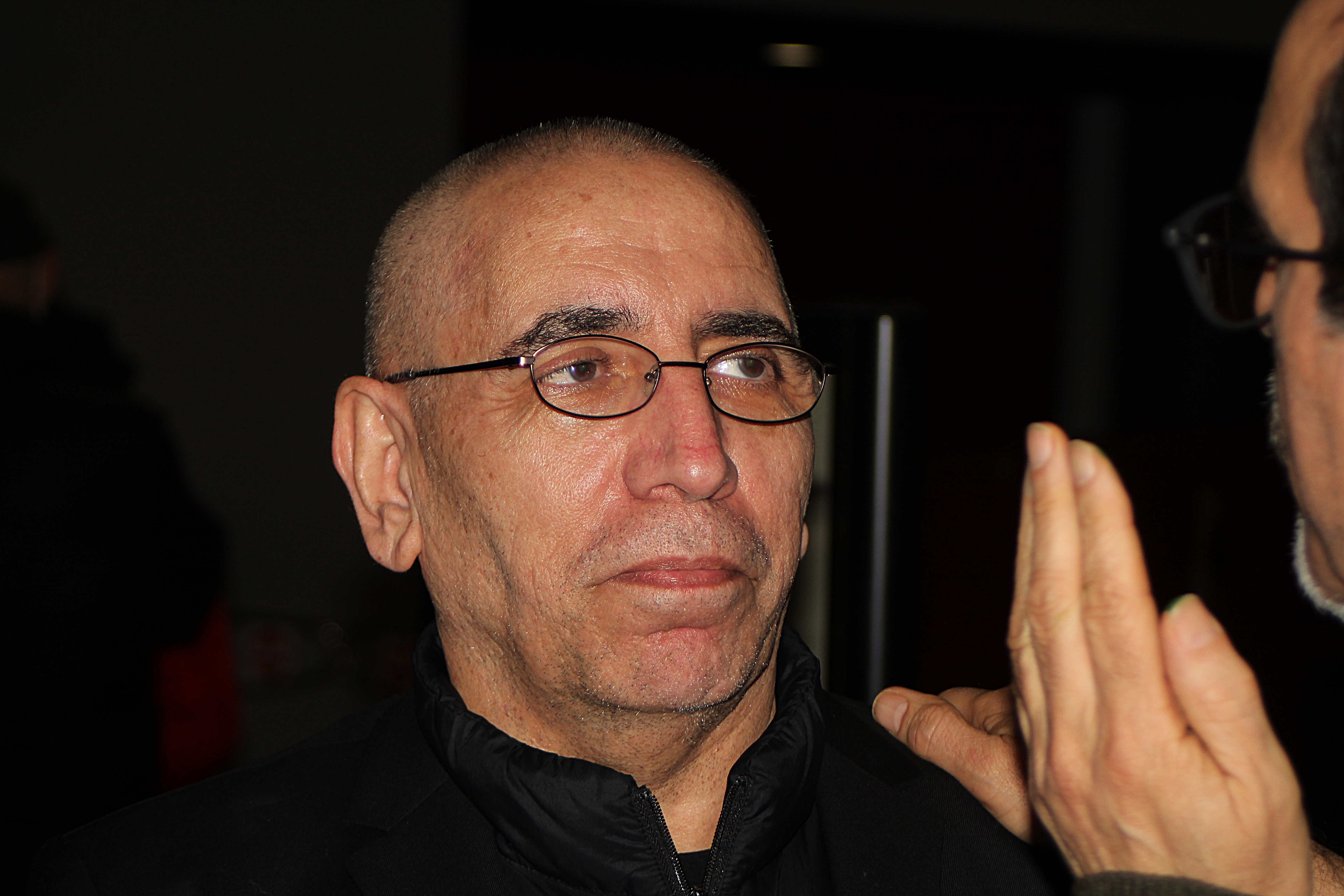
Mohsen Makhmalbaf
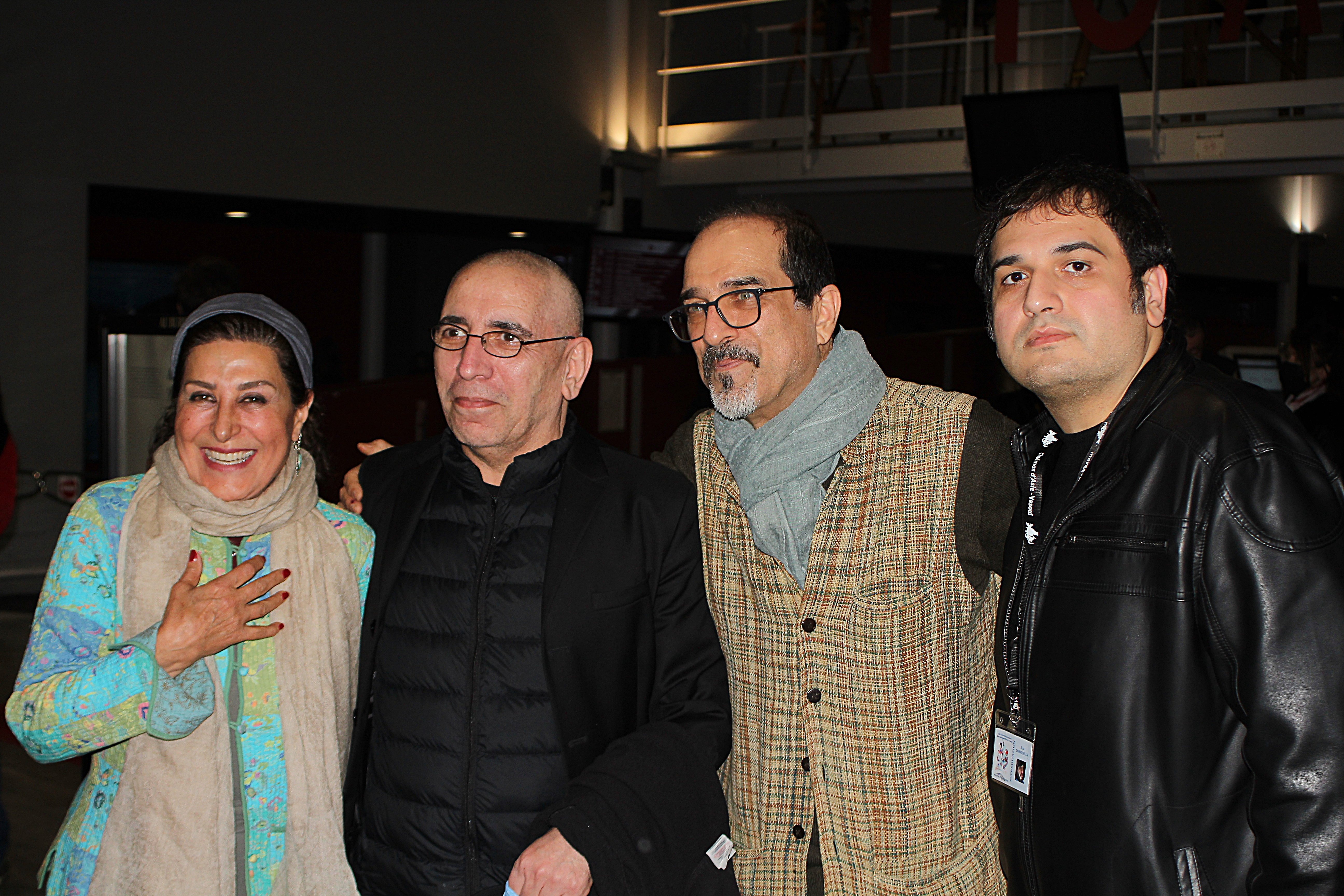
Fatemeh Motamed Arya, Mohsen Makhmalbaf, Atiq Rahimi et Reza Dormishian
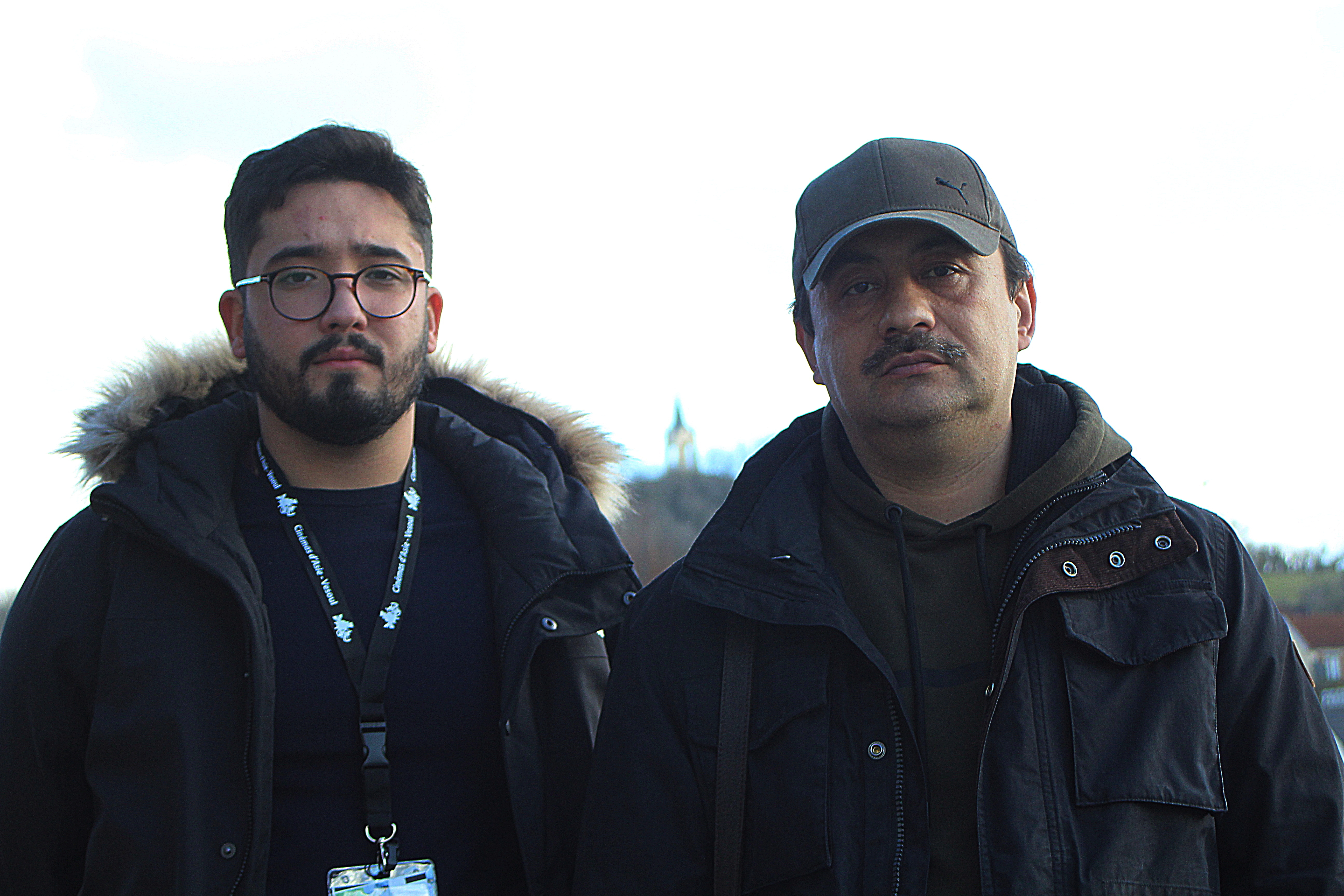
Azizbek Mannopov et Yolkin Tuychiev
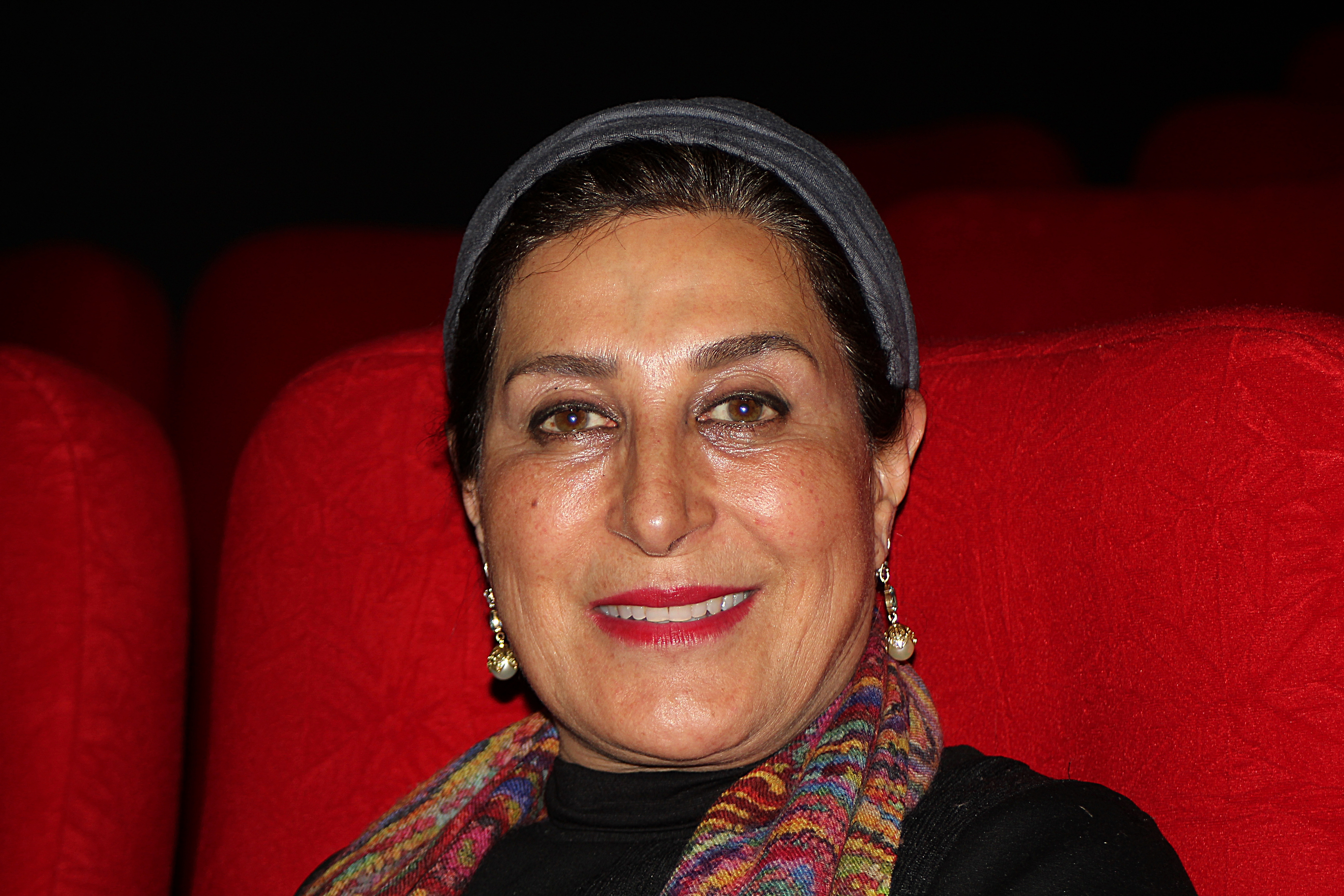
Fatemeh Motamed Arya
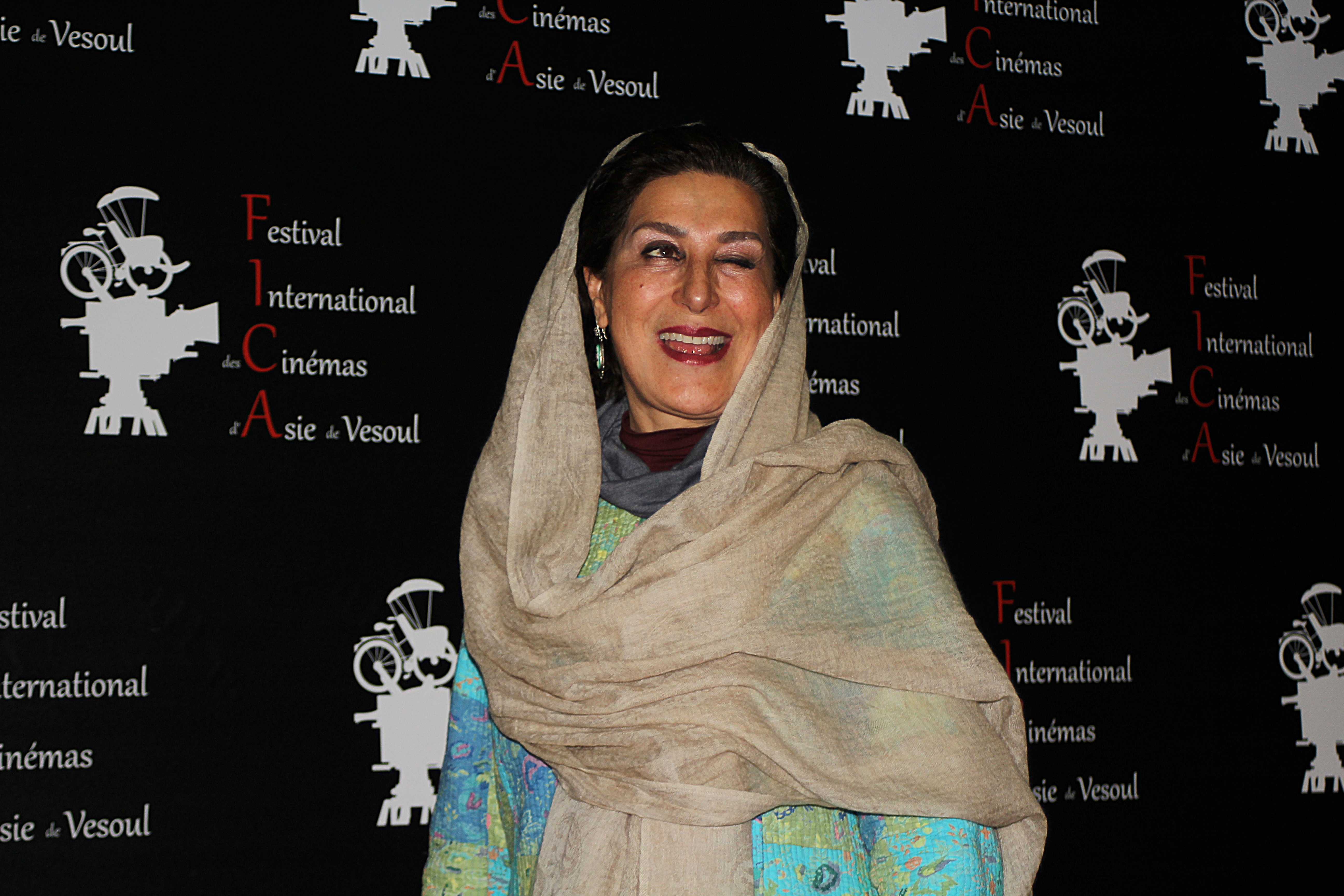
Fatemeh Motamed Arya
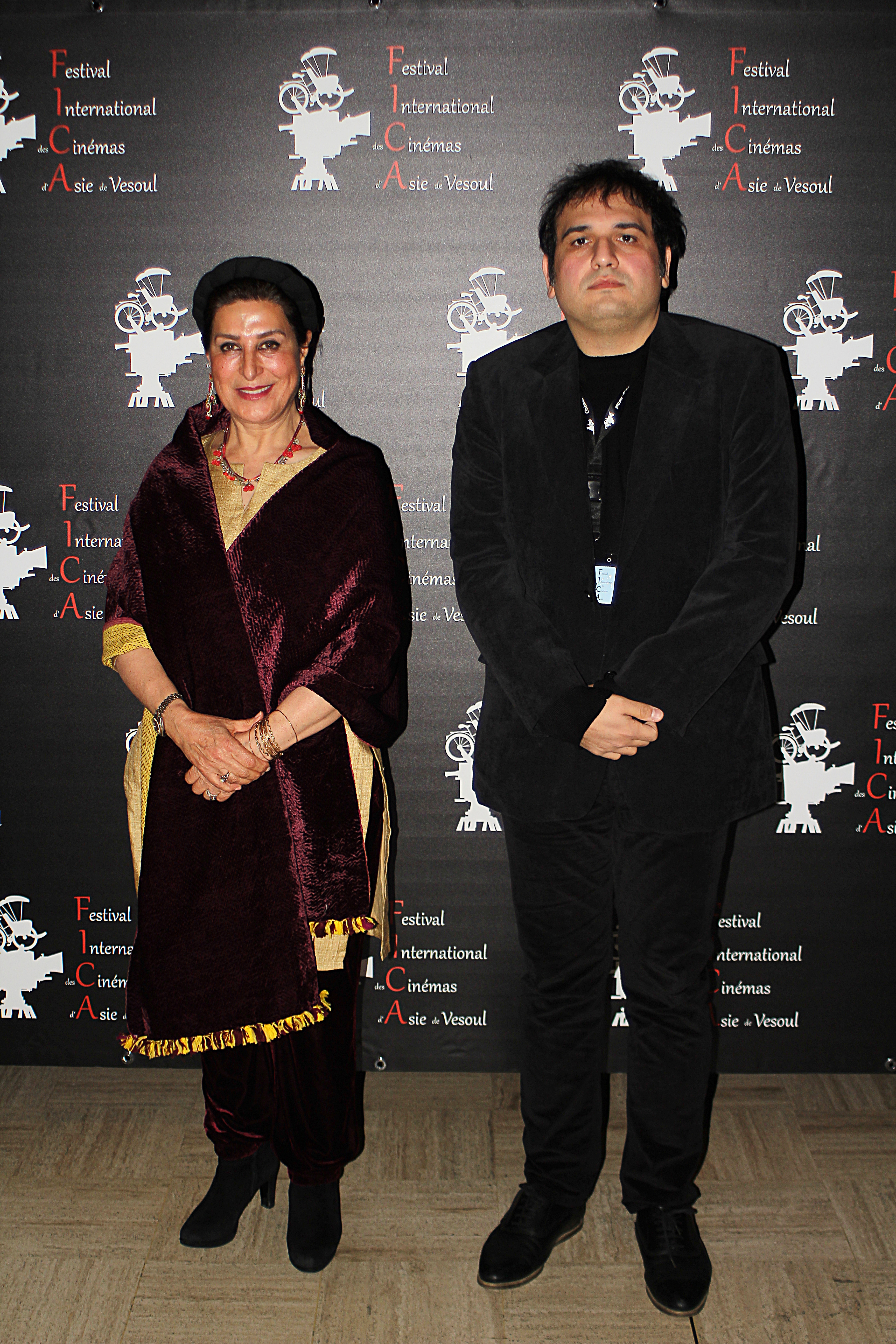
Fatemeh Motamed Arya et Reza Dormishian
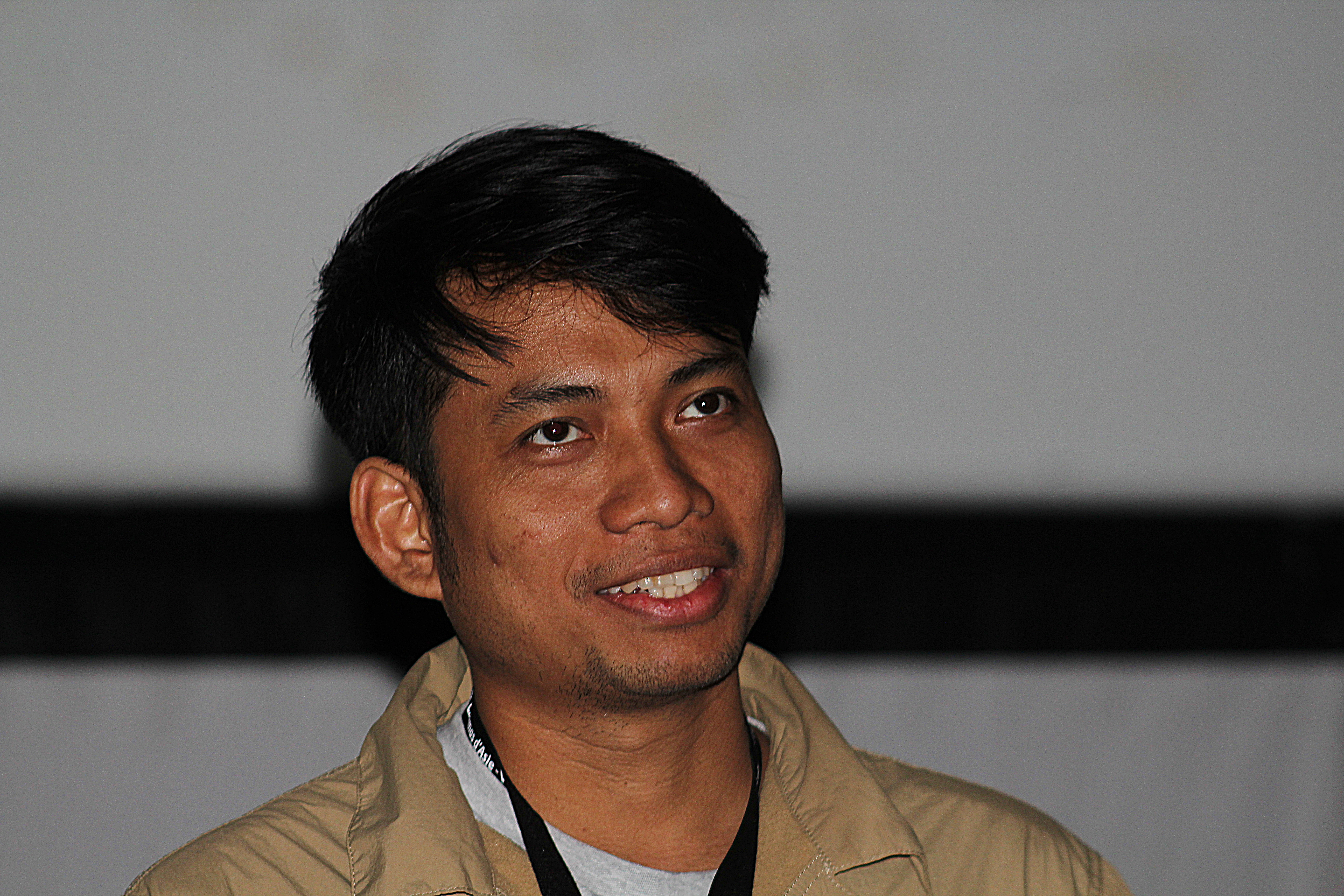
Kavich Neang
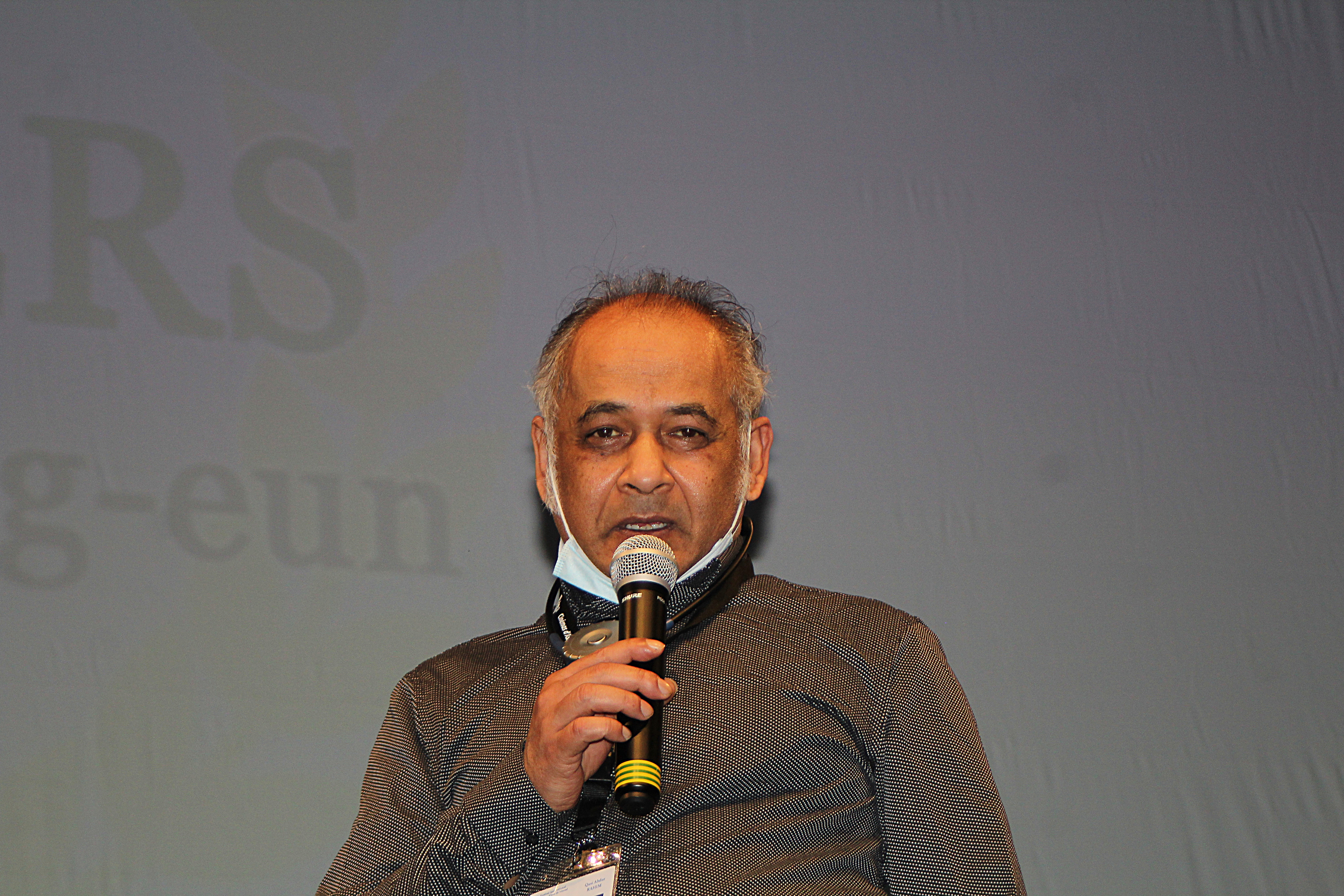
Abdur Rahim Qazi
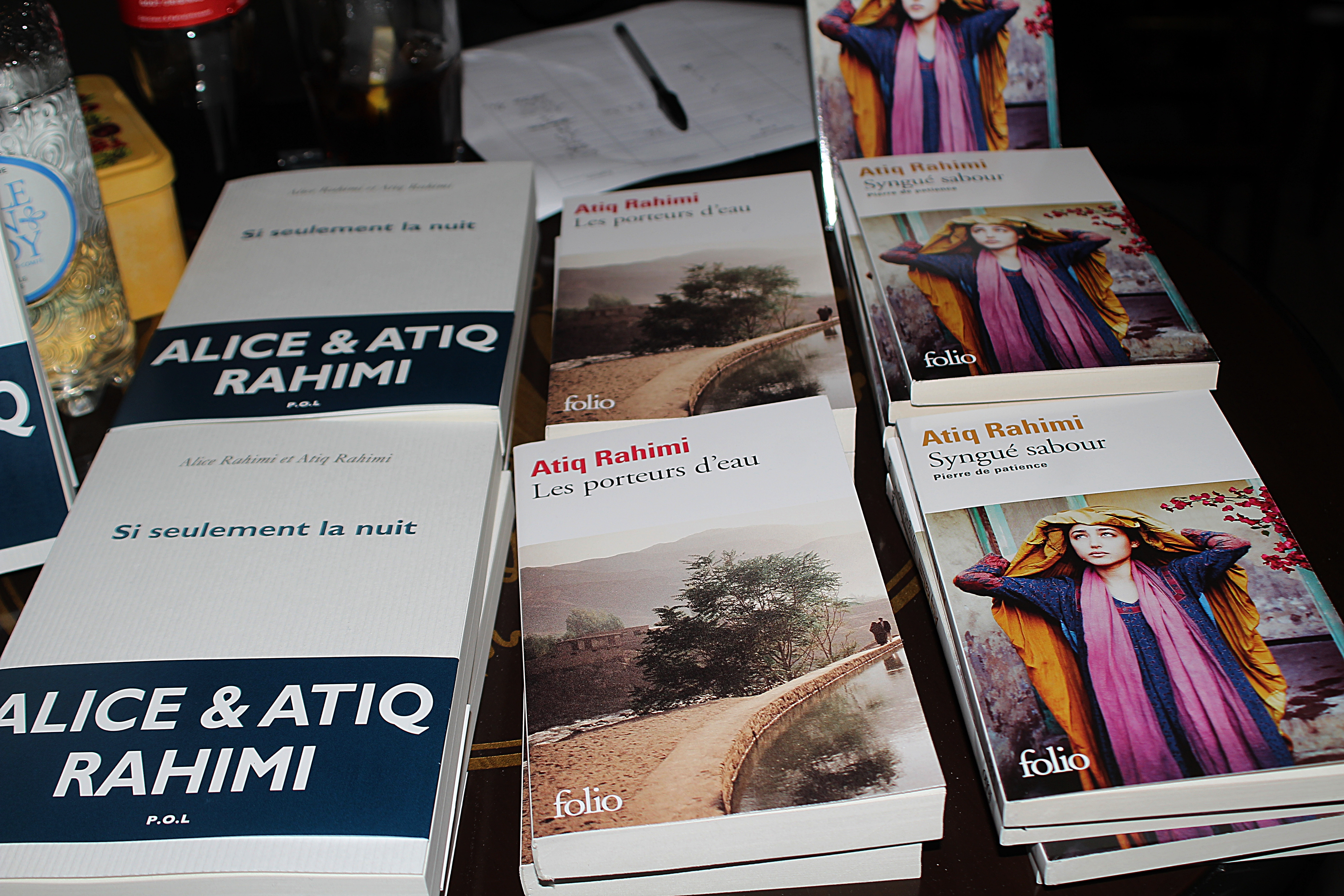
Séance dédicace Atiq Rahimi
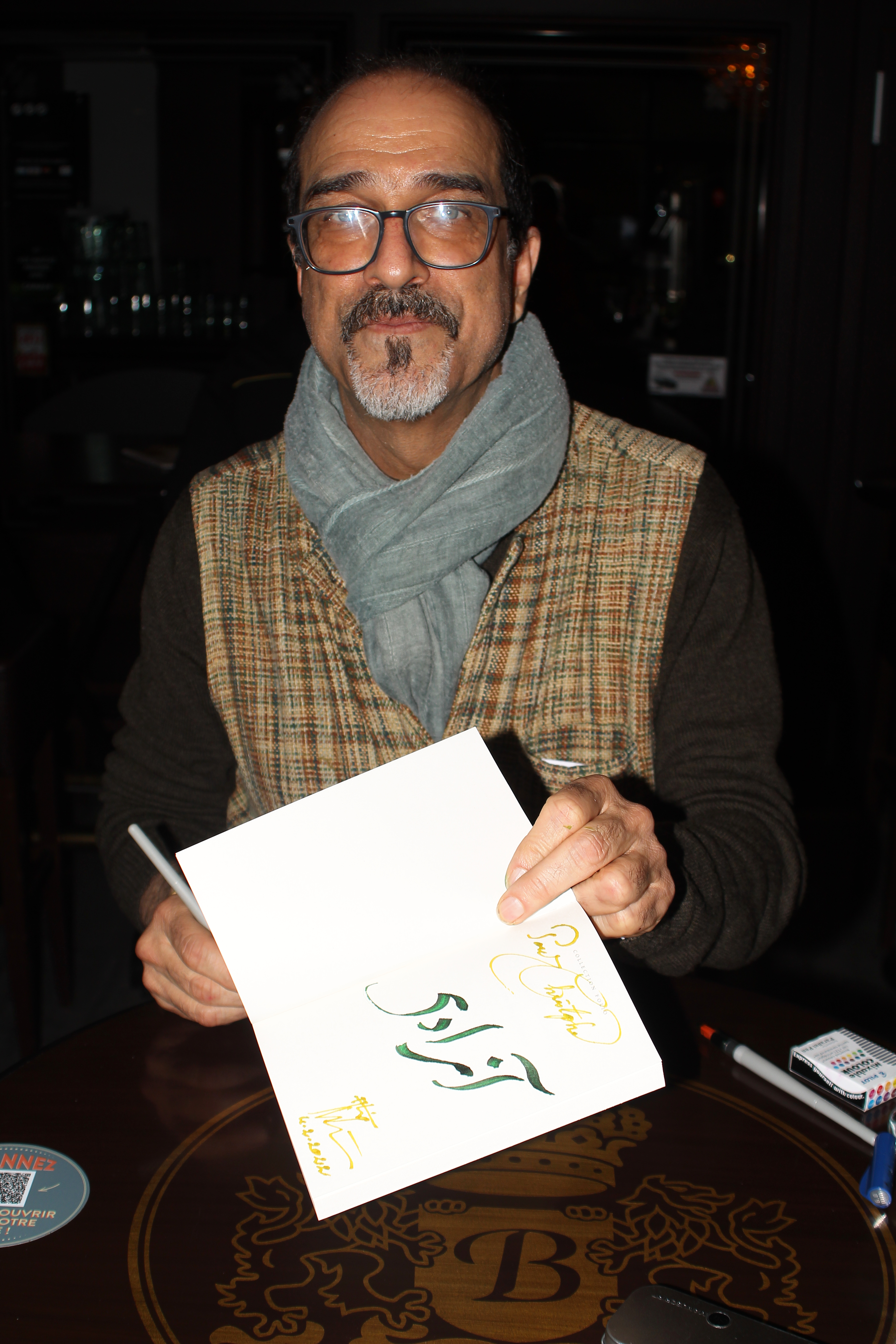
Atiq Rahimi
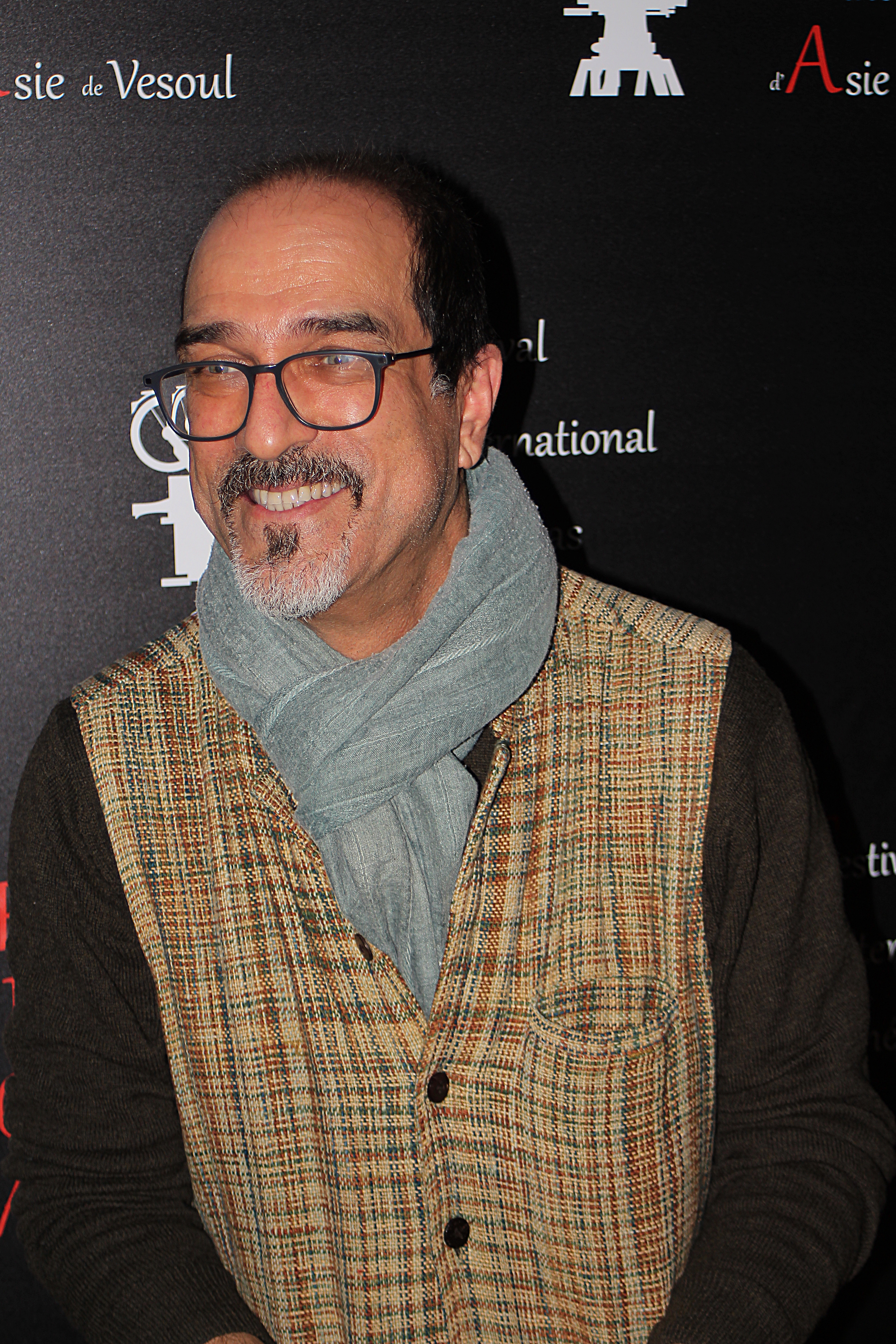
Atiq Rahimi
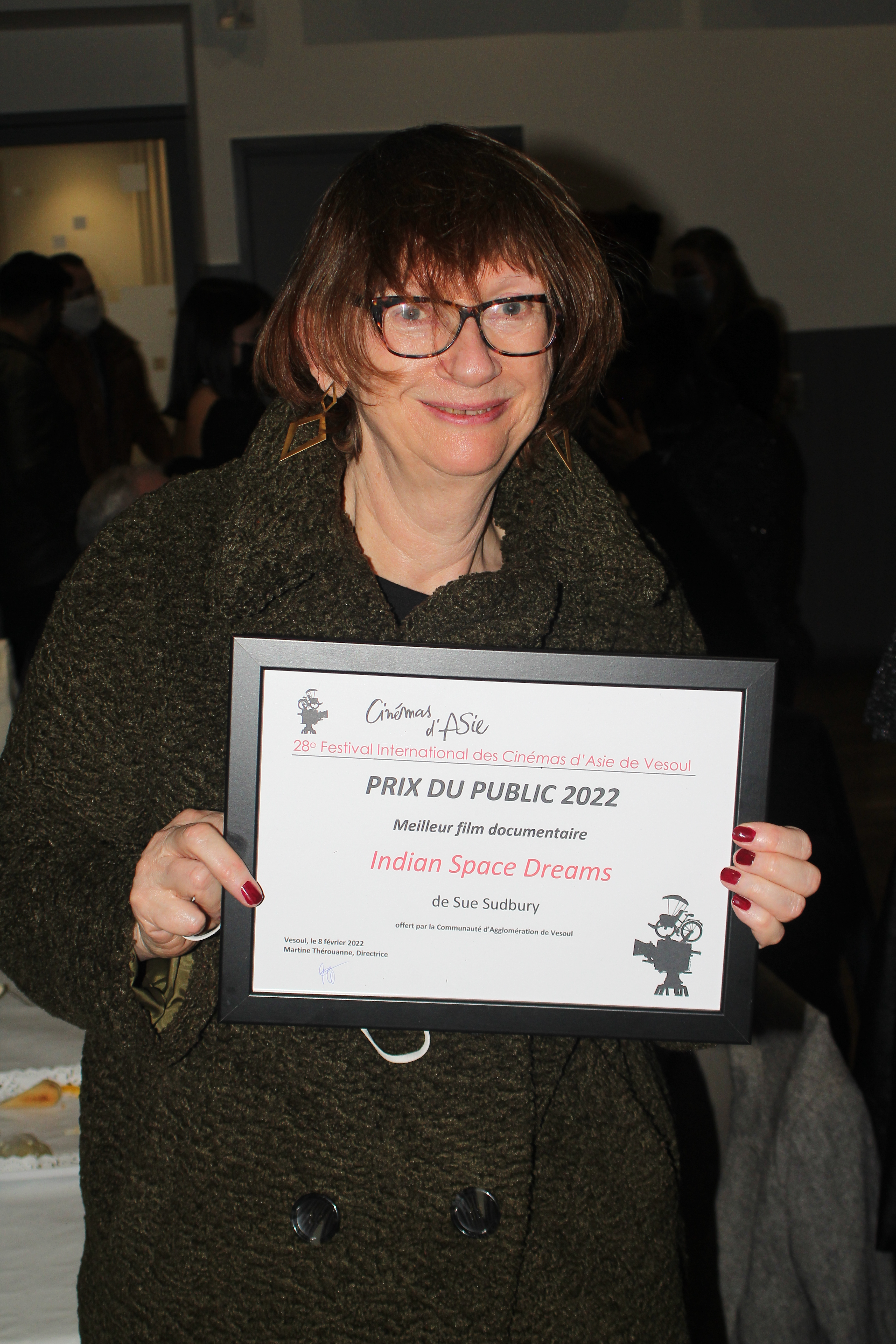
Sue Sudburry
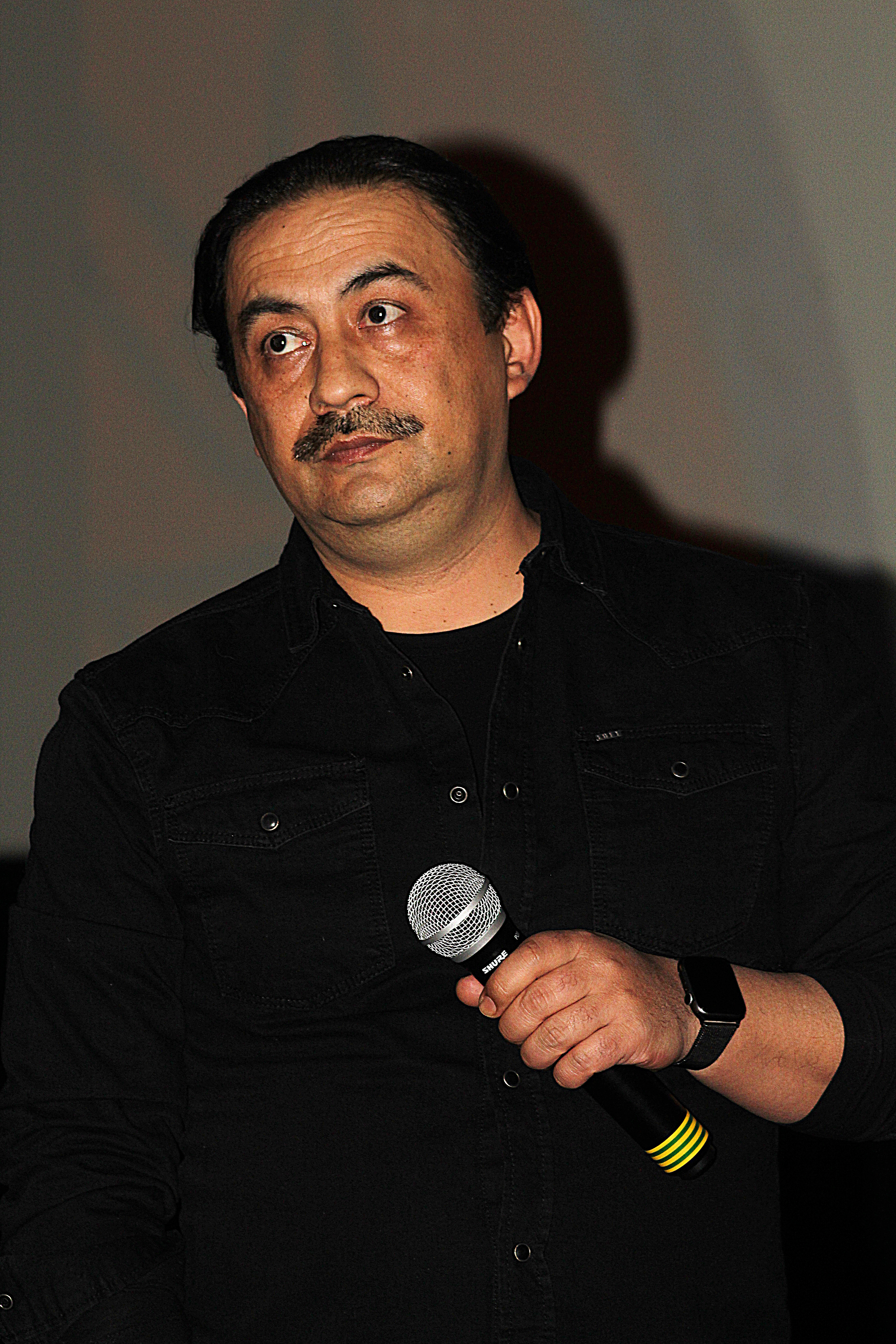
Yolkin Tuychiev
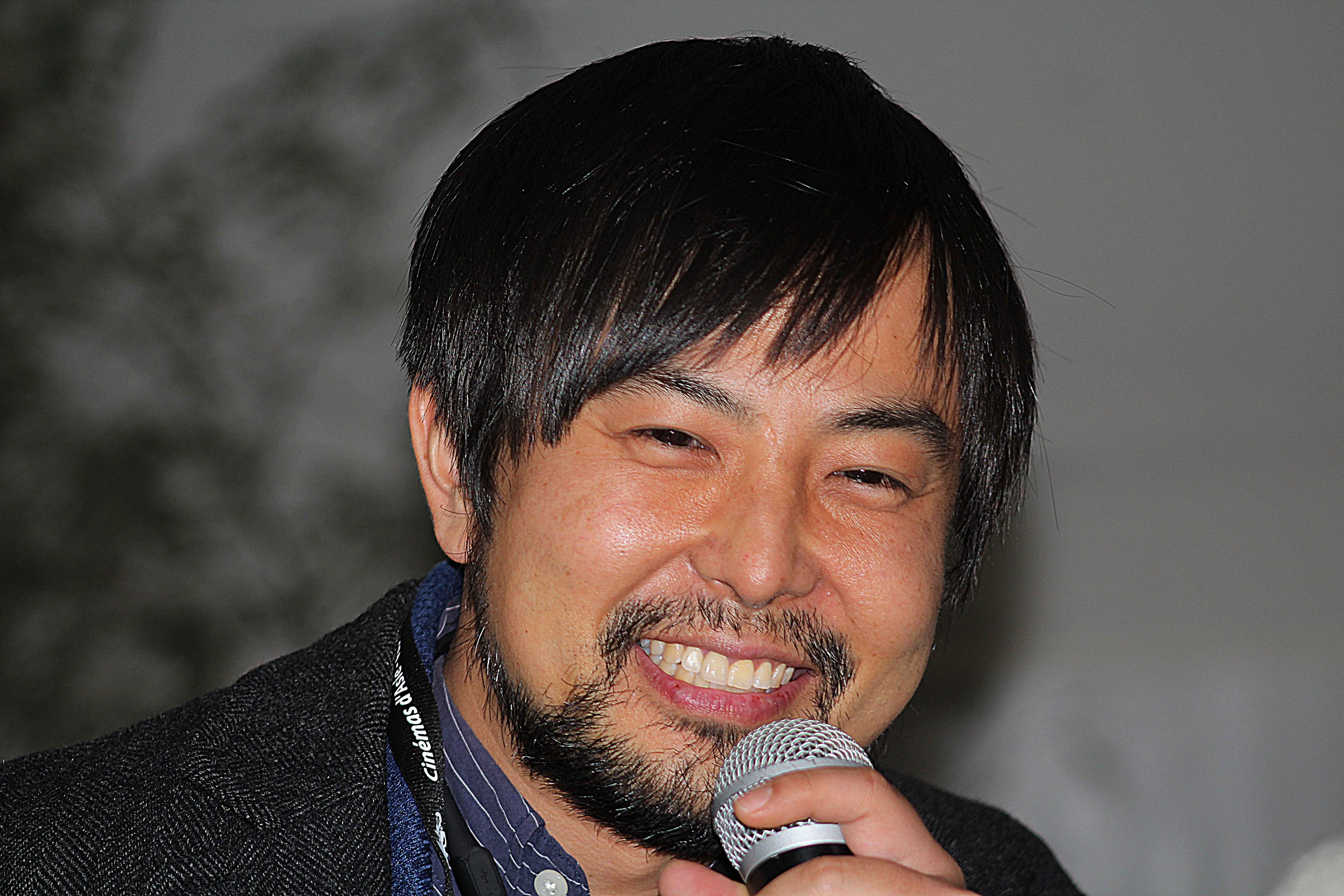
Kazutaka Watanabe
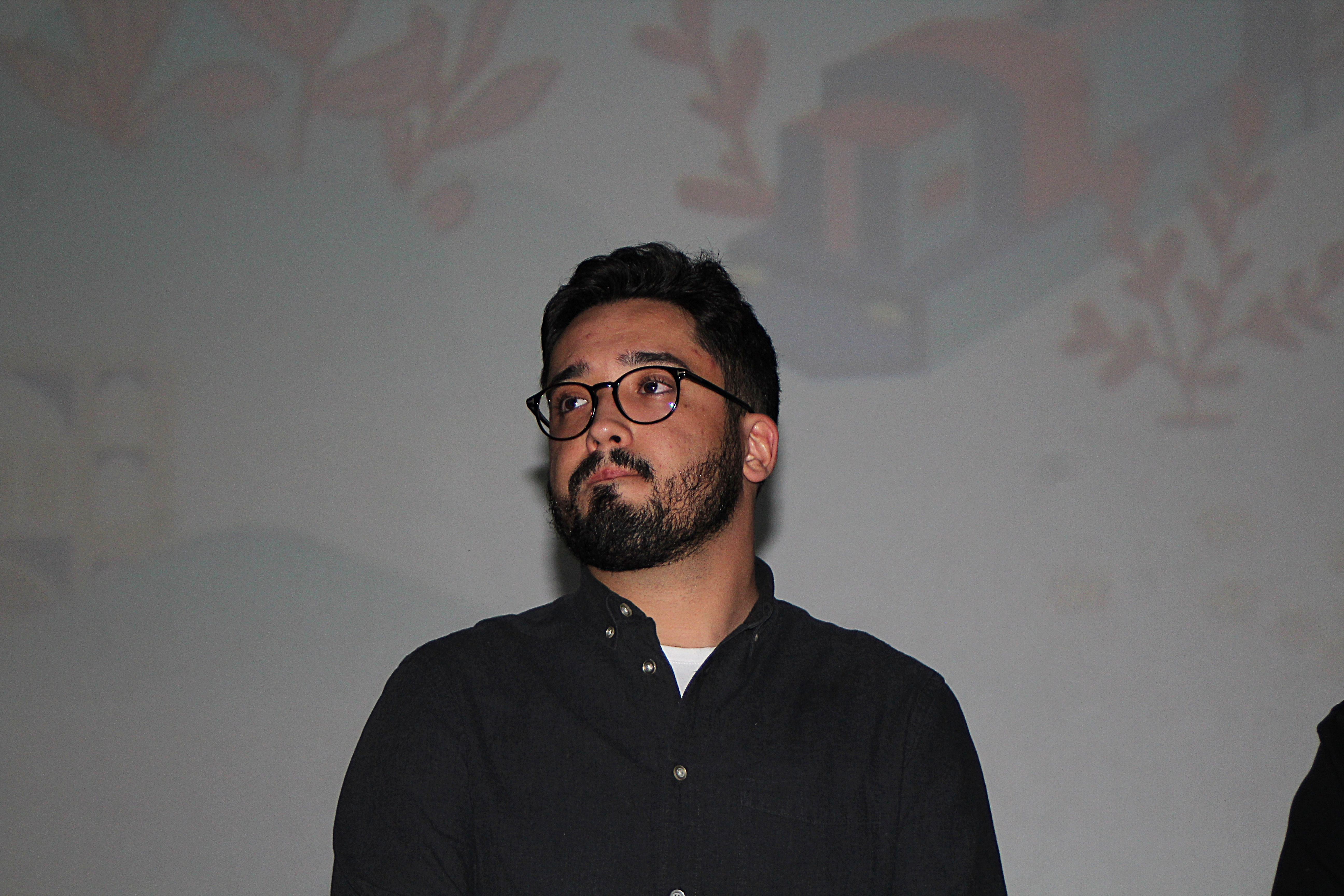
Azizbek Mannopov